# Festung Hohensalzburg

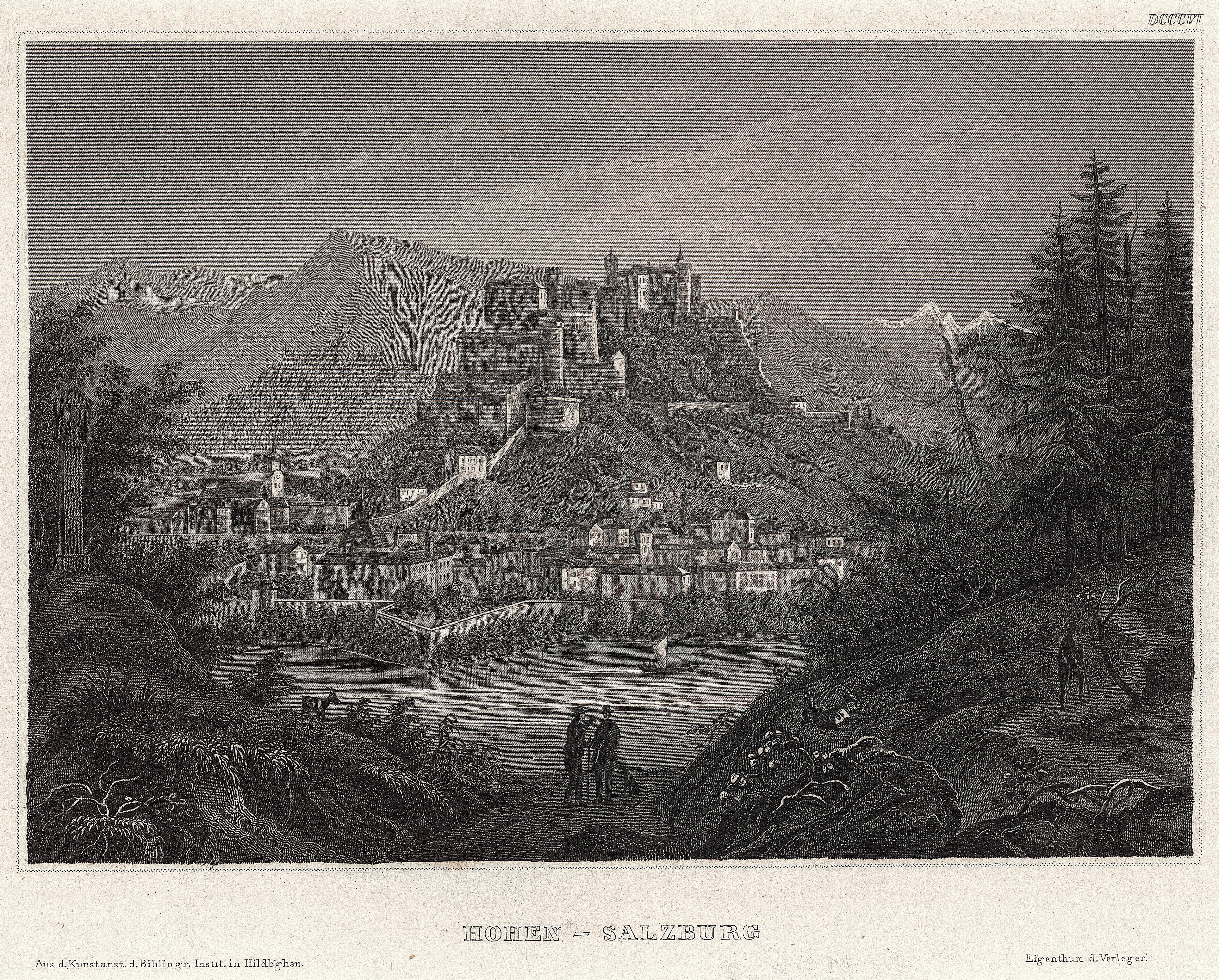
Festung Hohensalzburg ca. 1856

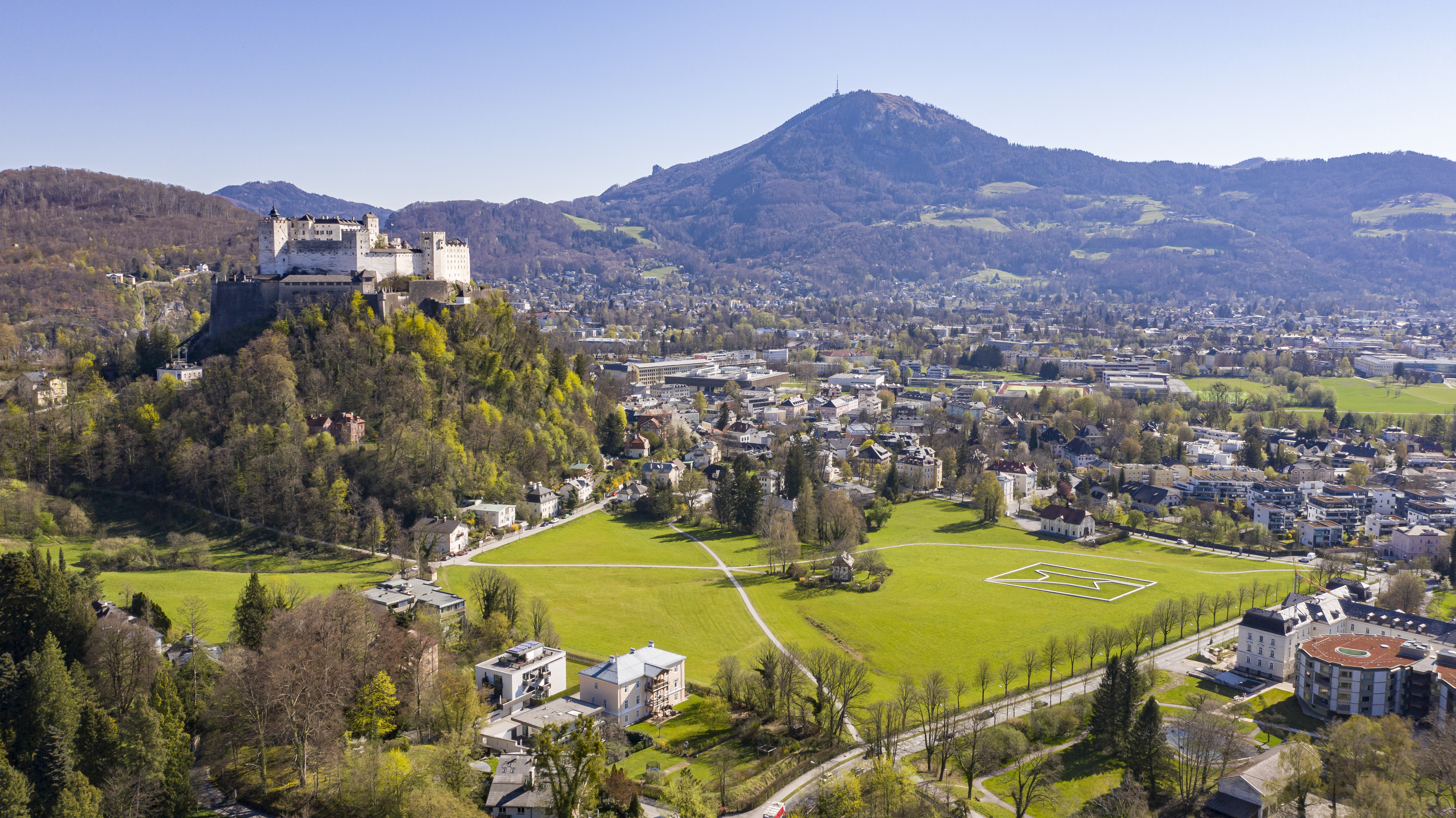
Festung Hohensalzburg mit Krauthügel im Vordergrund und Gaisberg im Hintergrund

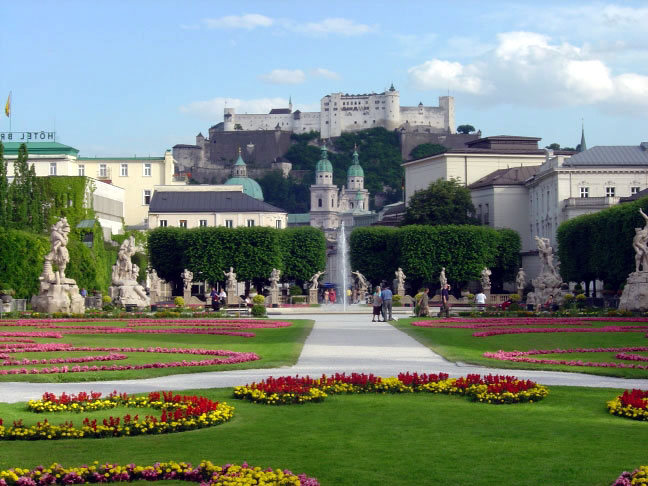
Hohensalzburg vom Mirabellgarten aus

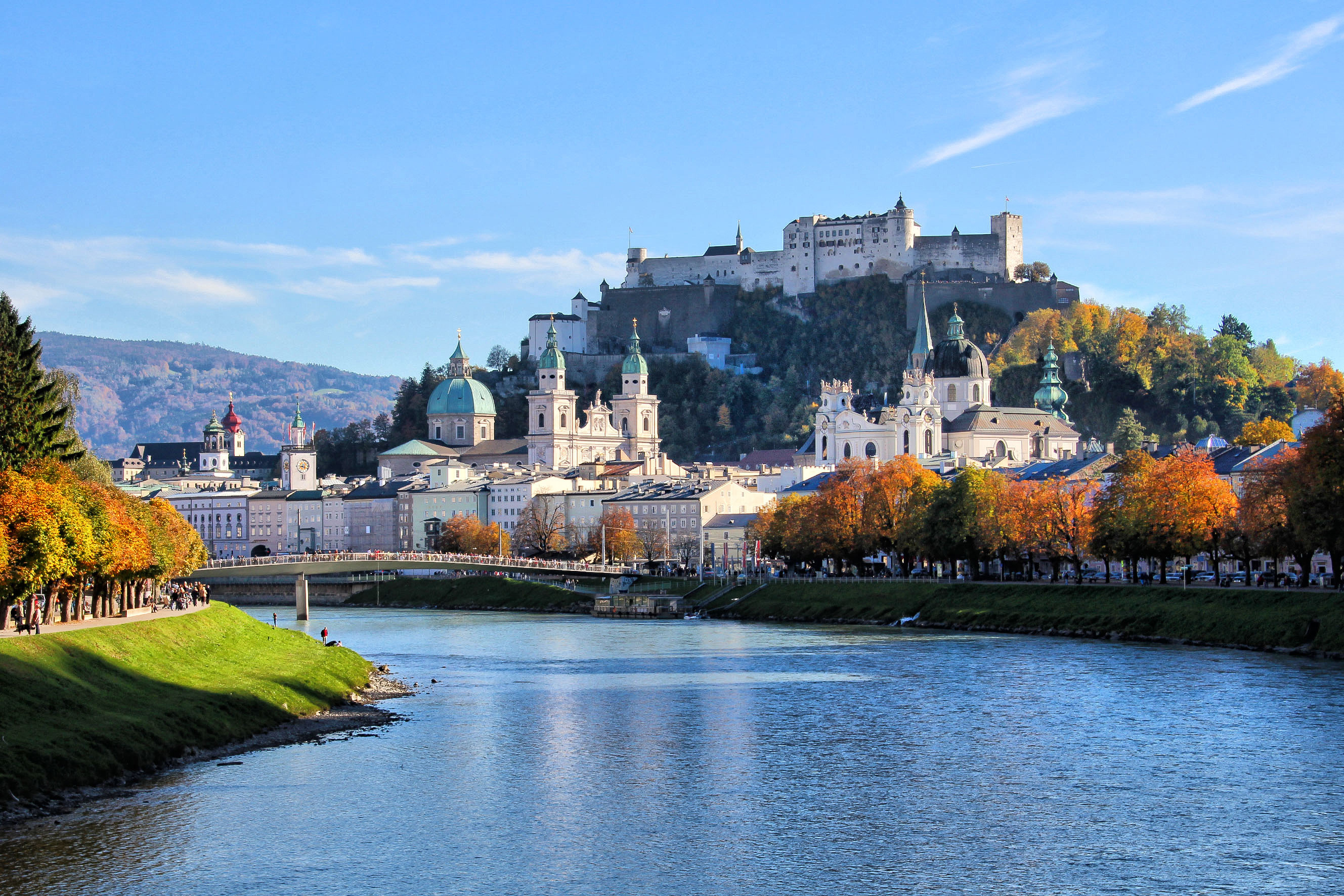
Herbstidylle Festung Hohensalzburg

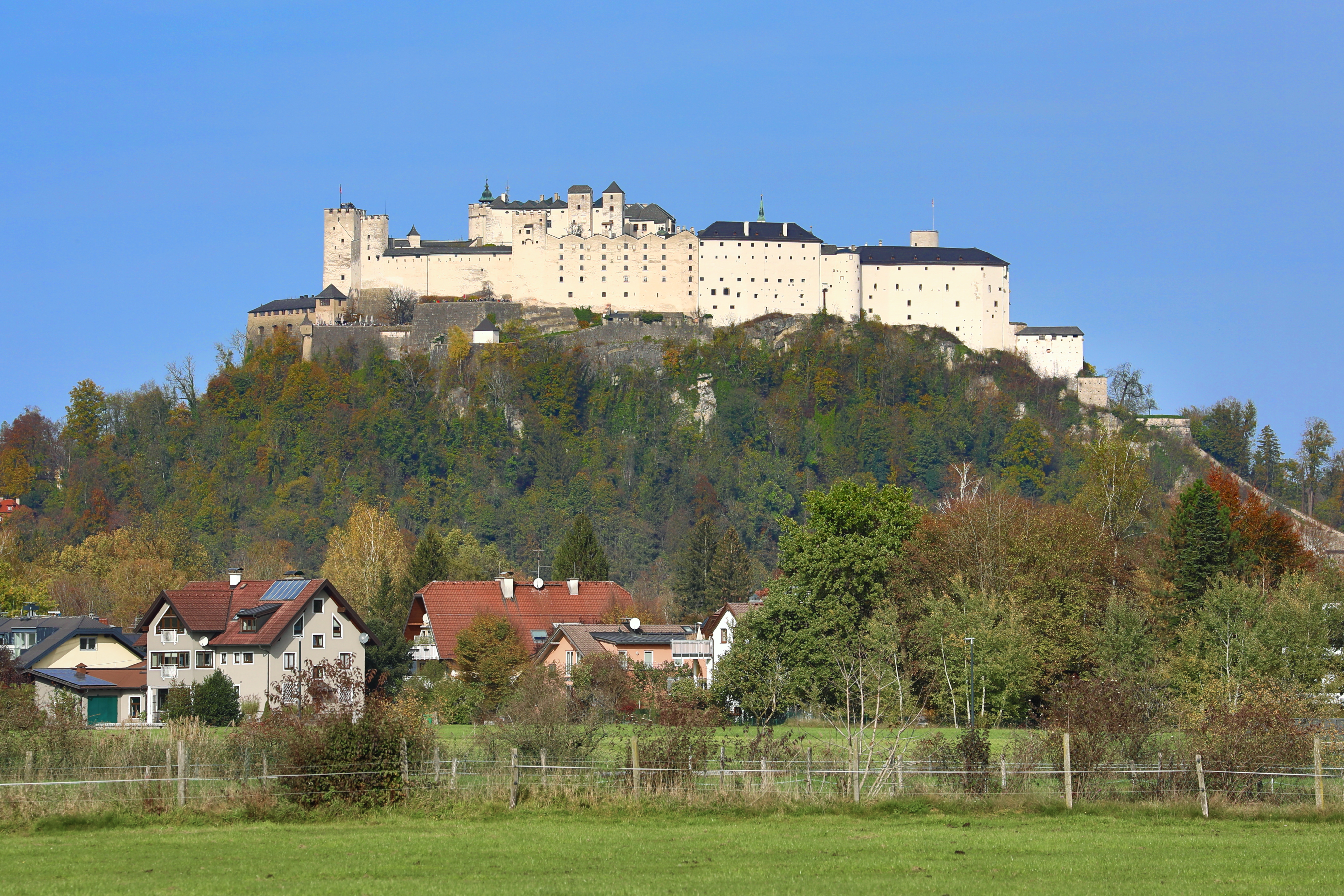
Südansicht der Festung Hohensalzburg

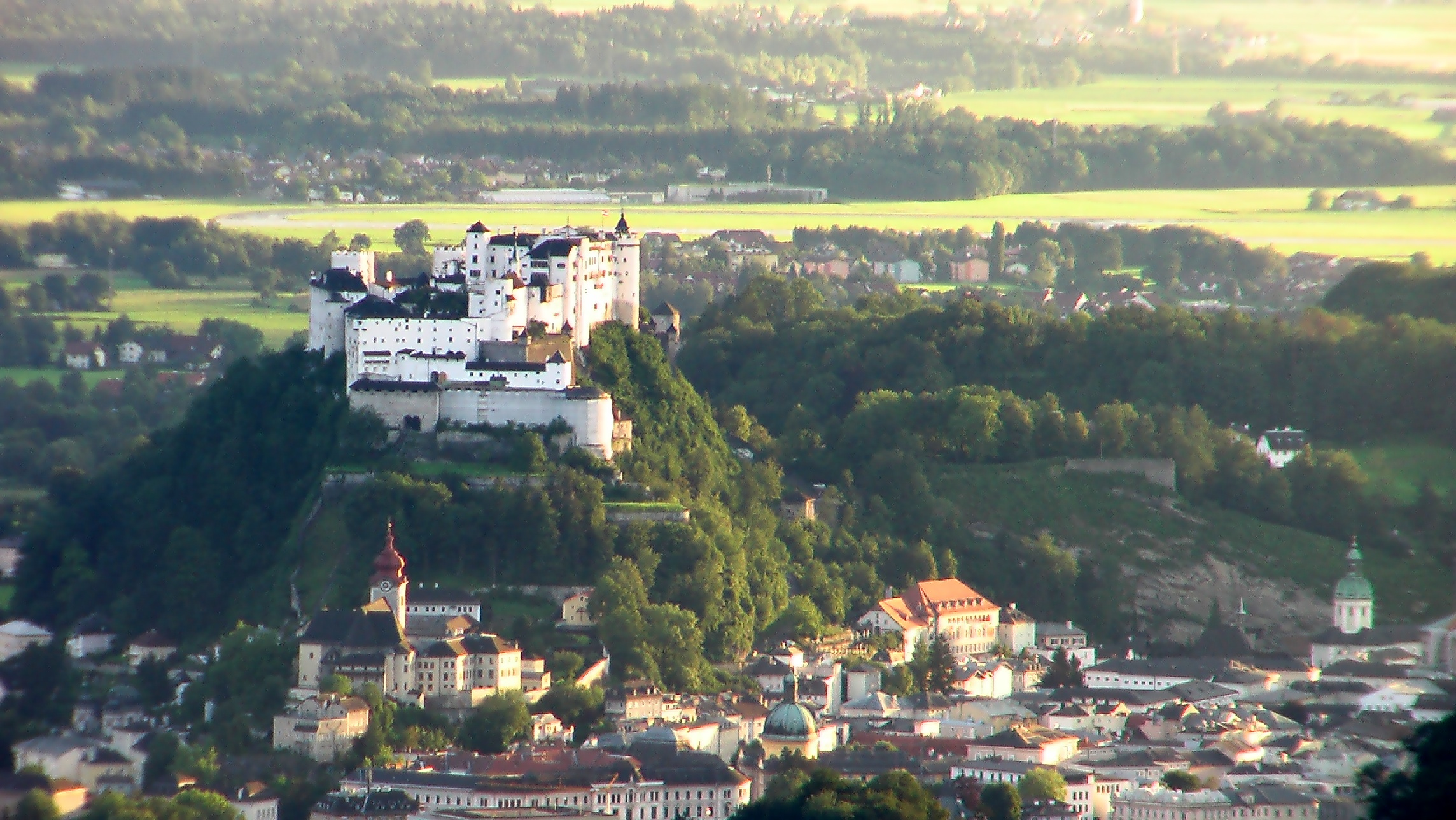
Blick auf die Festung von der Gersberg Alm

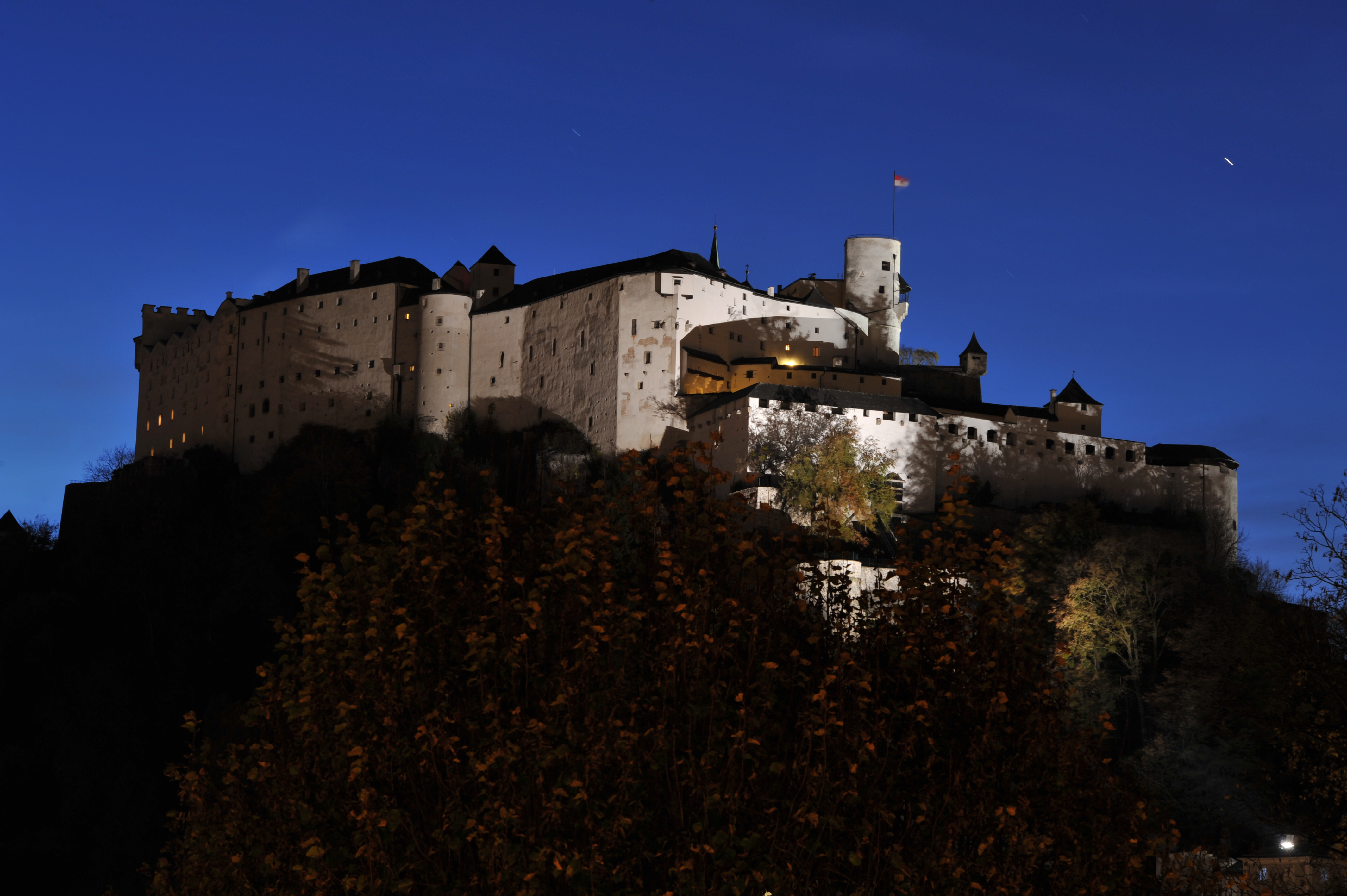
Abendliche Beleuchtung der Burg

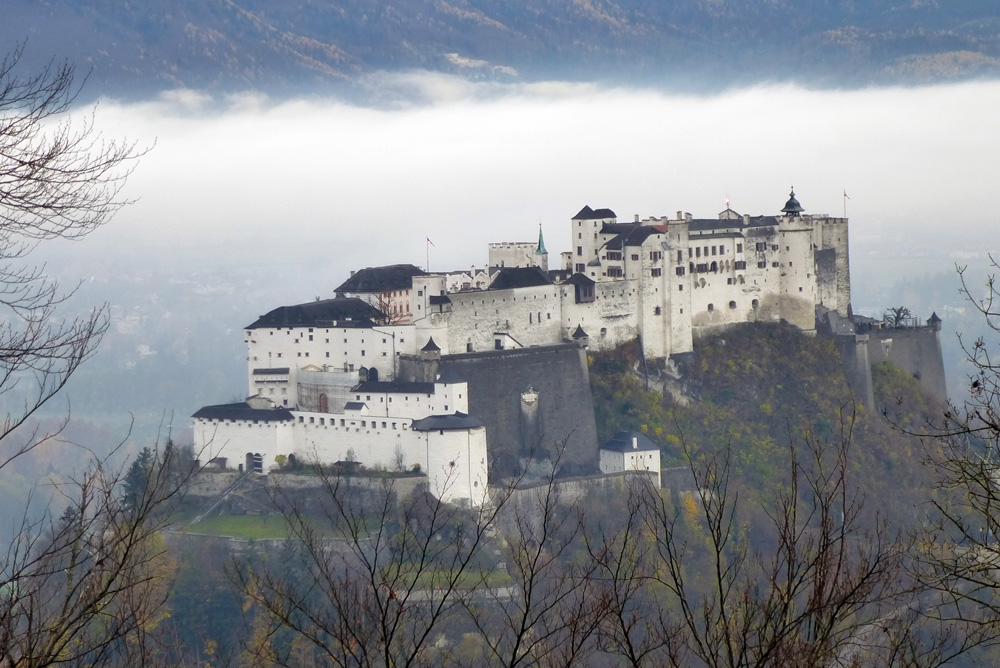
Festung Hohensalzburg

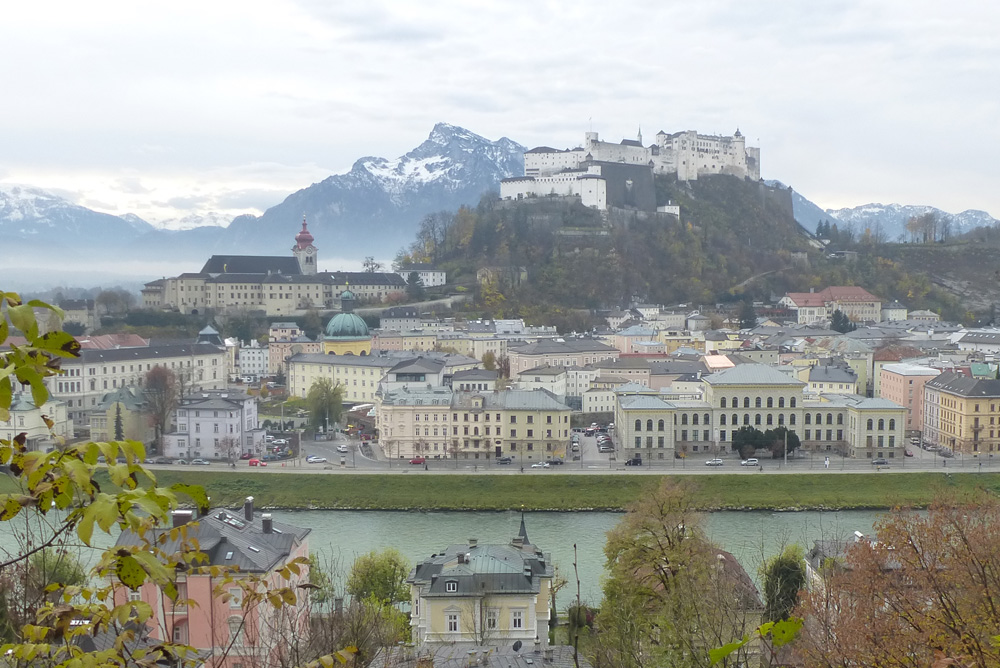
Salzburg mit Hohensalzburg

Die Festung Hohensalzburg ist das Wahrzeichen der Stadt Salzburg. Sie liegt auf einem Berg oberhalb der Stadt, dem Festungsberg, der sich nach Nordwesten in den Mönchsberg fortsetzt. Der Ausläufer im Osten des Festungsberges heißt Nonnberg, auf dem sich direkt unter den östlichen Außenanlagen der Festung – den Nonnbergbasteien – das Benediktinerinnenstift Nonnberg befindet. Die Festung Hohensalzburg ist mit über 7.000 m² bebauter Fläche (einschließlich der Basteien über 14.000 m²) eine der größten Burganlagen Europas, die ins 11. Jahrhundert zurückreicht. Als eine der größten vollständig erhaltenen Burgen Mitteleuropas hat sie jährlich über eine Million Besucher und ist damit die am häufigsten besuchte Sehenswürdigkeit Österreichs außerhalb Wiens, wobei sie auch in der Bundeshauptstadt nur von Schloss und Tiergarten Schönbrunn sowie dem Kunsthistorischen Museum übertroffen wird (Besucherstatistik 2017).

## Geschichte
1077 wird von Gebhard (1010–1088) mit dem Bau eines Wohnturmes – der heute noch den Kern des Hohen Stockes darstellt – einer kleinen Kirche und eines kleinen Wohngebäudes samt zugehörigem Mauerring begonnen. Da Gebhard jedoch im Zuge des Investiturstreites ins Exil musste, wurde dieser Bau erst unter dem vom Kaiser eingesetzten Gegenerzbischof Berthold von Moosburg und unter Erzbischof Konrad von Abenberg (1106–1147) beendet.
Vom 12. Jahrhundert bis zum 14. Jahrhundert wurde durch die Anlage des äußeren Befestigungsrings schon weitgehend die heutige Ausdehnung der Burg festgelegt.
1462 wird unter Burkhard II. von Weißpriach (1461–1466) die Ringmauer durch vier Türme (Glockenturm, Trompeterturm, Krautturm, und Schmied- oder Arrestantenturm) verstärkt, der östliche Aufgang über den Nonnberg durch eine meterdicke Mauer geschützt und die Südseite der Burg durch eine Bastei befestigt.
Unter Weißpriachs Nachfolger Bernhard von Rohr (1466–1481) erfolgte ab 1479 die Erhöhung der alten Ringmauer und die Anlage des sogenannten Schlangengangs, die zur Verteidigung nach Osten zum Nonntal und zum Stift Nonnberg hin diente.
Johann III. Beckenschlager (1481–1489) ließ den „Hohen Stock“ zu einem viergeschoßigen Wohnbau ausbauen. Hinzu kamen das erste Zeughaus sowie der Schüttkasten. An diesem findet man heute noch das Wappen von Beckenschlager – der älteste auf der Festung Hohensalzburg noch vorhandene Wappenstein.
Leonhard von Keutschach (1495–1519) baute die Festung zwischen 1495 und 1519 weiter aus und setzte in Zeiten wachsender Kriegsgefahren damit ein sichtbares Zeichen seiner Macht. Er ließ den Hohen Stock im zweiten und dritten Obergeschoß ausbauen und ihn um das Stockhaus erweitern, das an der Stelle der früheren Kapelle errichtet wurde. Im Laufe seiner Regentschaft wurde die Festung ein vornehmer spätgotischer Regierungssitz, wie die prunkvollen Fürstenzimmer auch heute belegen.
Zur Verbesserung der Wasserversorgung im Belagerungsfall ließ der Erzbischof eine neue große Zisterne anlegen und einige bestehende Türme erhöhen. Auch der Reißzug, heute die weltweit älteste erhaltene Standseilbahn, der Kuchlturm und die Bäckerei sowie mehrere Tore (Rosspforte, Schleuderpforte) und das Gebäude an der Höllenpforte entstanden unter Leonhard von Keutschach (oder von dessen Vorgänger). Als markantestes Werk gilt die – ähnlich einer überdimensionierten Spieluhr – mit einer Walze betriebene Orgel im Krautturm, der Salzburger Stier. Er ist heute weltweit das älteste betriebene Orgel-Hornwerk.
Die Mittel für die rege Bautätigkeit kamen wesentlich aus dem Salzbergbau am Dürrnberg bei Hallein, aber auch aus dem Bergbau in den Tauern. 1555, in der Blütezeit des Goldbergbaus, betrug die Jahresproduktion immerhin knapp 831 kg. Die oft aus dem Norden Deutschlands geholten erfahrenen Bergknappen bildeten in den folgenden Bauernkriegen eine starke Keimzelle des Widerstandes gegen die erzbischöfliche Macht.
Unter Matthäus Lang von Wellenburg (1519–1540) erreichten diese Bauernaufstände ihren Höhepunkt. Vom 5. Juli bis zum 31. August 1525 belagerten Bauern und Bergknappen den Fürsterzbischof in seiner Festung. Diese Auseinandersetzung bildet die größte Herausforderung für die Festung Hohensalzburg in ihrer 900-jährigen Geschichte. Die Festung jedoch blieb uneinnehmbar.
Für Wolf Dietrich von Raitenau (1587–1612) war der Ausbau der Festungswerke wenig bedeutsam, als Bauherr widmet er sich vor allem seinen vielfältigen Baumaßnahmen in der Stadt. Dennoch wurde die Burg sein Schicksal. Von seinem Nachfolger Markus Sittikus von Hohenems (1612–1619) wurde er hier bis zu seinem Lebensende gefangen gehalten.
Paris von Lodron (1619–1653) ließ in der Zeit des Dreißigjährigen Krieges die Stadt Salzburg beiderseits der Salzach mit neuen weiträumigen Wehranlagen befestigen; die Burg Hohensalzburg im Süden der Stadt wurde damals zur neuzeitlichen Festung ausgebaut. So entstanden in seiner Regierungszeit die mächtigen Hasengrabenbasteien samt dem Zeughaus und die ausgebauten Nonnbergbasteien. Ebenso ließ er zum Schutz vor der stärker gewordenen Artillerie den Ersten Sperrbogen (Lodronbogen) und weitere mächtige Vorbauten wie das Vorwerk „Katze“ samt den beiden Schartentoren und dem Sperrwall an der Scharte anlegen oder erheblich ausbauen. Er verstärkte auch alle Wehrmauern, die die Festung mit der Stadt Salzburg und dem Mönchsberg verbanden.
Unter Max Gandolf von Kuenburg (1668–1687) entstand 1681 die 30 m hohe und mehrere Meter dicke Feuerbastei (auch Kuenburgbastei genannt) an der Nordseite als jüngster großer Wehrbau der Festung.
Nach einem Inventar von 1790 enthielt die Rüstkammer damals über 100 vollständige Reiterrüstungen, über 1100 Brustharnische, Spieße und Helmbarten. Außerdem gab es 415 Mörser, 460 eiserne und 130 bronzene Kanonen. Allerdings waren viele davon wohl damals bereits militärisch veraltet.
Während der Napoleonischen Kriege leistete die Stadt den einrückenden Franzosen keinen Widerstand, die Festung wurde den Franzosen kampflos übergeben. Daher musste diese Burg auch nicht auf Anordnung der Franzosen geschleift werden und blieb, im Gegensatz zur Burg am Grazer Schloßberg, erhalten.
Wegen der anschließenden Verwahrlosung und eines Brandes von 1849 musste 1851 eine umfangreiche Restaurierung erfolgen, die sich in erster Linie auf die Innenräume bezog. In den darauffolgenden Jahren wurde die Festung schließlich als Depot und als Kaserne verwendet. 1861 wurde Hohensalzburg von Franz Joseph I. als Festung aufgegeben, aber weiter als Kaserne genutzt.
1892 erfolgte aus touristischen Gründen der Bau der Festungsbahn zur Hasengrabenbastei, die zuerst mit Wasserkraft betrieben worden war. Dabei wurde das ehemalige Wohnhaus Michael Haydns zerstört. In den Jahren 1951 bis 1981 erfolgte eine aufwändige statische Absicherung der gesamten Anlage. Die Burg, ehemals Eigentum des Fürsterzbischofs, gehört seit 2016 dem Land Salzburg.
Als Wahrzeichen der Stadt Salzburg wird sie in erster Linie touristisch genutzt.

## Baugeschichte

### Vorgeschichte und Antike
Die Stadt Salzburg liegt an einem Einschnitt des nördlichen Flachlands in die Alpen, direkt am Fluss Salzach, der hier eine leicht kontrollierbare Talenge bildet und somit beste topographische Voraussetzungen für die Besiedlung bietet.
Tatsächlich finden sich auf den Bergen rund um Salzburg eine Reihe keltischer Höhensiedlungen, sogar auf den Stadtbergen kleine und größere Stützpunkte, so auf dem Rainberg, dem Hellbrunnerberg, dem Kapuzinerberg und dem Festungsberg.
Diese Plätze dürften bei der Gründung der römischen Stadt verlassen und ihre Bewohner zwangsweise umgesiedelt worden sein. Oppida waren wohl nicht mehr nötig und auch nicht mehr erwünscht.
Das römische Salzburg entstand gegen Mitte des 1. Jahrhunderts n. Chr., Plinius der Ältere bezeichnet Juvavum als eine von drei unter Kaiser Claudius zur Stadt erhobenen norischen Gründungen. Bereits unter Nero dürfte die Stadt im Wesentlichen ausgebaut gewesen sein. Aus dieser Zeit sind auch auf der Festung Hohensalzburg Funde gemacht worden, man kann sich hier ein vorerst wohl unbefestigtes Heiligtum vorstellen.
Mit vermehrten Germaneneinfällen in den Raum Salzburg dürfte sich hier bald eine größere Befestigung entwickelt haben, in der Stadt sind parallel zahlreiche Brandhorizonte feststellbar, oben jedoch nicht, für genaue Rekonstruktionen reichen aber weder die Funde noch die spärlichen Mauerreste. In der Spätantike ist ein Großteil der hier verbliebenen Restbevölkerung auf sichere Rückzugsorte, vor allem auf den Festungsberg gezogen, die alte römische Infrastruktur im Tal wurde aufgegeben. Unter Valentinian wird auf dem Festungsberg ein kleiner Burgus der Legio II Italica vermutet, der inmitten einer größeren Siedlung auf mehreren Terrassen lag.

### Bairische Besiedlungsspuren
Unter dem Heiligen Severin um 470 war Salzburg eine spätrömische christliche Stadt mit drei Kirchen. Nach dem Abzug der Römer dokumentieren Gräberfelder bzw. ein Mausoleum am Fuß des Berges eine durchgehende Besiedlung auf dem Nonnberg bzw. dem Festungsberg. Die Geschichtsquellen des frühen Mittelalters lassen vermuten, dass im 7. und 8. Jahrhundert die Herzöge von Bayern auch in Salzburg residierten. Theudebert III. (Theodo III., *um 685, † nach 716) hatte nach der kurzzeitigen Vierteilung des Landes durch dessen Vater Theodebergt II. sogar seinen Sitz in Salzburg bzw. auf dem Festungsberg.
Urkundlich fassbar ist eine „obere Burg“ – das castrum superior – am Nonnberg gelegen – erstmals 696. Sie ist aber kein Vorläufer der Festung Hohensalzburg, bezog aber den Festungsberg in die Außenanlagen mit ein. Am Nonnberg stand auch die zur Festung gehörige Martinskirche. Ihr Patrozinium weist auf den Nationalheiligen des Frankenreiches, dessen Merowingerkönige das bairische Geschlecht der Agilolfinger eingesetzt hatten.
Die mit dem langobardischen Königshaus versippten Agilolfinger strebten in Bayern eine eigenständige Regionalpolitik an. Sie verschlossen sich dem wachsenden karolingischen Einfluss, setzten eine eigene Landeskirche mit starker Bindung an die eigenen herzoglichen Residenzen durch und führten eigene Verhandlungen mit Reichsfeinden, weshalb Tassilo III. 788 von Karl dem Großen unterworfen wurde. Sein Herzogtum wurde aufgehoben und aufgeteilt.
Mit dem Sturz der Agilolfingerherzöge endete wohl auch die Besiedlung des Festungsberges. Nur die tiefer gelegene Nonnbergterrasse mit dem Frauenstift blieb bewohnt. Auf dem Gipfelplateau fehlen jetzt bis ins 11. Jahrhundert jedenfalls fassbare Spuren.
Die Stadt Salzburg entwickelte sich unter dem von Karl dem Großen zum Erzbischof erhobenen Arn zum Metropolitan der Ostalpen und später zum Metropolitan des deutschsprachigen Raumes. Weltlich gesehen blieb Salzburg als Teil Bayerns vorerst wenig bedeutend. Das änderte sich im Investiturstreit (12. Jahrhundert), bei dem Kaiser und Papst um die Vorherrschaft stritten. Beide versuchten, die lokalen Größen durch Schenkungen und Privilegien für sich zu gewinnen, wodurch diese selbst ihre politische und wirtschaftliche Macht steigern konnten.

### Die romanische Burg
Der größte Nutznießer dieser Politik war Erzbischof Gebhard, der rasch vom kaiserlichen Beichtvater zum Reichskanzler und 1060 zum Erzbischof von Salzburg aufstieg. Statt sich jedoch seinem kaiserlichen Wohltäter oder aber dem Papst unterzuordnen, betrieb er die Schaffung eines eigenen Suffraganbistums, das er schließlich mit beidseitigem Zugeständnis in Gurk einrichtete (1072). Diese einzigartige Rechtsstellung, die die Bischofswahl dem Einfluss von Papst und Kaiser entzog (es sollten unter Eberhard II drei weitere solcher Bistumer folgen), stärkten die Stellung der Salzburger Erzbischöfe sehr. Gebhard wurde von beiden Seiten hofiert. Er stellte sich auf die Seite des Papstes, da dem Kaiser das Recht auf die Ernennung von Kirchenämtern abgesprochen werden sollte.
Für Salzburg bedeutete der Konflikt politische Unsicherheit. Kircheneigentum wurde geplündert, der gespaltene Adel erhielt viele Zugeständnisse. 1076 wurde der wichtigste Stützpunkt Salzburgs südlich der Alpen in Friesach vom steirischen Markgrafen überfallen. Als Reaktion ließ Gebhard laut seinem Biografen um 1077 mehrere Befestigungen errichten. So entstanden die Passsperre Lueg, die den wichtigsten Übergang der Ostalpen nach Italien kontrollierte, sowie die drei Landesburgen Friesach, Hohenwerfen und – Hohensalzburg.
Es ist überliefert, dass der Kaiser bei seinem Rückweg aus Italien nicht durch Salzburg reisen konnte, und die Markgrafschaften Friaul, Krain und Istrien an Aquileia abtreten musste, um wenigstens über die steilen Pässe Kärntens ziehen zu können.
Dennoch musste Gebhard nach der Rückkehr fliehen. Der Kaiser setzte einen Gegenbischof ein, der sich jedoch nicht gegen den treuen Landadel durchsetzen konnte. 1086 konnte Gebhard wieder in Salzburg einziehen. Er starb 1088 auf Burg Hohenwerfen. Diese Vorgänge belegen den Aufstieg Salzburgs zur politischen Macht, die Bedeutung des lokalen Adels und der sicheren Befestigungen. Die reale Macht wurde in den Burgen manifestiert. Im ausgehenden 11. Jahrhundert setzte mit der Infrage-Stellung kaiserlicher Autorität überregional der Bau vieler Burgen ein, der diese zu den eigentlichen Trägern der territorialen Macht erhob.
1105 wählte Heinrich V, der Sohn und Gegenkönig des Kaisers Heinrich IV. seinen Beichtvater Konrad zum Gegenerzbischof von Salzburg. Dieser als prunksüchtig bekannte Günstling vertrieb den kaiserlichen Bischof, eroberte dessen Festung Hohensalzburg und ließ in der Stadt zahlreiche Bauten errichten (neue bischöfliche Residenz, Domumbau mit zwei Türmen, zwei Domklöster, Mönchsberg-Wassertunnel (Almkanal), Armenspital, mehrere Stifts- und Suffraganbischofshöfe und älteste Stadtbefestigung). Die erzbischöflichen Burgen sollten die Residenzstadt sowie neuralgische Punkte der Herrschaft sichern. So wurden Salzburg, Werfen und Friesach zu Festungen ausgebaut. Im Gegensatz zur Stadtresidenz, die für geistliche Veranstaltungen diente, diente die Festung vor allem der profanen Machtdemonstration, was durch die hochadelige Herkunft des Erzbischofs und dessen politische Ambition erklärbar wird.
Die romanische Hauptfestung Hohensalzburg erhielt eine mächtige zinnengekrönte äußere Ringmauer mit möglichst geradlinig verlaufenden Mauerteilen, die durch die gleich bleibende Höhe an den steil abfallenden Ecken turmartige Höhen aufwies. Zur Stadt ergab sich dadurch eine 150 m lange Schaufront. Als Baumaterial für die Burg wurde damals fast ausschließlich der Dolomit des Festungsberges verwendet. Eine innere Ringmauer und ein großer Wohnturm im Süden des heutigen Hohen Stockes vervollständigte die Wehranlage. Von diesem 450 m messenden hochromanische Außenring des frühen 12. Jh. blieben lange Bereiche überbaut erhalten, der Torbereich und Hinweise auf die Innenstruktur fehlen allerdings. Auf der Burg lebten damals über 30 Ministeriale, die wohl über eigene repräsentative Bauten verfügten. Es gab Stallungen, Scheunen und Handwerksbetriebe, deren Reste aber durch die spätere Überbauung und die großflächige Aufhöhung des Berges verschwunden sind.
In der Mitte der Burganlage, von der Stadt gut sichtbar, wurde neben einem kleinen inneren Burghof und oberhalb der älteren Burgkapelle ein Gebäude mit einem großen Festsaal – mit großen Fensterarkaden und reicher Bemalung prächtig ausgestaltet – errichtet, dessen Baukörper bis heute teilweise erhalten ist. Die alte Kapelle lag dabei direkt an der großen Ringmauer, ihre Empore war vom Saalbau direkt über ein kleines Rundbogenportal bzw. einen hochgelegenen Gang zu erreichen.
Auch die alte Kapelle wurde mit einer neuen Empore, Stuckapplikationen und einer flächendeckenden Bemalung prunkvoll ausgestattet. Diese Burgkapelle war bei den Ausgrabungen 1994 entdeckt und – soweit erhalten – freigelegt worden. Dabei wurden zugehörige Architekturteile wie Keilsteine und Stuckbögen gefunden, die Architektur der Kapelle kann somit gut rekonstruiert werden. Die malerische Ausstattung ist dagegen kaum erhalten. Die 2. Hauptschicht entstammt dendrochronologisch gesichert der Zeit um 1140. Wieder zusammengefügte Teile erlauben Anschlüsse an die erhaltene Sockelzone, an Raumecken und Fenstergewände. Auf Grund dieser Hinweise ergeben sich drei Hauptbereiche, einen scheinmarmorierten Sockel, einen Figurenfries und eine krönende Fensterzone mit Mäanderband. Figuren- und Medaillonsgruppen lassen dabei eine gegenläufige Szenerie zu zentralen Hauptfiguren annehmen.
Die herausragende Bedeutung der hochmittelalterlichen Festung Hohensalzburg liegt neben der großteils erhaltenen Bausubstanz und der kunsthistorisch bemerkenswerten Kapellenausstattung – erstmals ist hier nördlich der Alpen Gipsstuck in Verwendung – in der direkten Übernahme sakraler Bauelemente in den Profanbau. So sind die großen Arkadenfenster der gleichzeitigen Kreuzgangarchitektur entlehnt, die Freskierung des Festsaals durch Kirchenmaler ist für diese Zeit ebenfalls einzigartig.
Unter der 46 Jahre langen Regentschaft von Eberhard II. (1200–1246) erlebte Salzburg einen Höhepunkt des Burgenbaues. An der Kernanlage von Hohensalzburg lassen sich in dieser Zeit mehrere große Bauphasen nachweisen, die offenbar einem steigenden Bedarf an Repräsentationsräumen Rechnung tragen sollten. Zunächst wurde an den alten Kern des Hohen Stockes ein quer liegender Rechteckbau angestellt, der durch schmale Innenwände in gleich große Teile geteilt war. Der Festsaal erhielt eine neue Freskierung, die wohl auf Grund des damals durchgesetzten Privilegiums des Kaisers für geistliche Fürstentümer ausgeführt werden konnte.

### Die gotische Burg
Schon bald wurde ein Teil des Neubaus wieder abgebrochen, der kleine Innenhof wurde überbaut, ein mehrgeschoßiger Abortgang wurde errichtet und so ein homogener Baukörper von 22 × 33 m mit vorgelegter Freitreppe geschaffen. Eine zentrale Halle kann als Vorläufer des gotischen Schlossbaus mit seinem Mittelflursystem gedeutet werden.
Im 15. Jahrhundert wurde fast ausschließlich die Hauptburg Hohensalzburg ausgebaut, es entstanden feuertaugliche Geschütztürme, somit die ersten echten Türme auf der Burg, die erst als Antwort auf die neuen Feuerwaffen gebaut wurden. Unter Leonhard von Keutschach, einem Zeitgenossen Kaiser Maximilians, fand um 1500 die Aufrüstung zum turmstrotzenden Symbol herrschaftlicher Macht statt. Damals ließ dieser Erzbischof die Burg zu einem wehrhaften modernen Wohnschloss ausbauen. Der künstlerische Höhepunkt war dabei die Anlage der mehrerer Fürstenzimmer, die durch ihre gut erhaltenen Steinmetzarbeiten, Schnitzereien und Hafnerwerke ein europäisches Hauptwerk gotischer Kunst darstellen.

### Die Festung in Renaissance- und Barockzeit
Im frühen 17. Jahrhundert war Europa vom Dreißigjährigen Krieg zwischen der Protestantischen Union und der Katholischen Liga zerrüttet. 1632, 1646 und 1648 flüchtete selbst der bayrische Kurfürst mitsamt seiner Landschaftskasse auf die Festung Hohensalzburg. Erzbischof Paris von Lodron (1619–1654) gelang es durch massive Aufrüstung seiner Bollwerke, Salzburg vor Angriffen zu schützen. Ab 1620 wurde die gesamte Altstadt durch neue starke Befestigungen und Bollwerke umgürtet, die den gesamten Mönchs- und Festungsberg mit einbezogen. Die kostspieligen Schanzarbeiten wurden vom Dombaumeister Santino Solari geleitet.
Von 1633 bis 1645 erhielt auch die Festung die längst fällige Verstärkung der mittelalterlichen Ringmauern. Man entfernte alle noch bestehenden Holzwehrgänge und fast alle hohen Turmdächer sowie das hohe Dach des Hohen Stockes. Stattdessen wurden im Südwesten, im Westen und im Osten neue starke Basteien angelegt, deren große Mauerflächen weit auf den umgebenden Festungsberg ausgriffen. Unterirdische Treppen stellten die Verbindung zu mehreren Ausfallspforten her. Der Torweg wurde durch den Umbau des Bürgermeistertores, den ersten Sperrbogen, die beiden Schartentore und die weit vorgeschobene Katze über dem Petersfriedhof verstärkt. Zur Unterbringung des erheblich verstärkten Geschützparks wurde zwischen Ross- und Schleuderpforte das Große Zeughaus ausgebaut, im Hohen Stock wurden zweistöckige Keller (heute Marionettenmuseum) in den Felsen gebrochen und 1644 die zuerst sehr hohe Halle des Feuerganges durch ein Zwischengeschoß geteilt. Zur Beherbergung der Soldaten wurden beim Reißzug neue Mannschaftsquartiere geschaffen, im Reckturm baute man Gefängniszellen ein.
Unter Max Gandolf von Kuenburg (1668–1687) wurde 1681 wegen eines möglichen Einsturzes des nördlichen Zwingers, vor allem aber vor aber wegen der Gefahr der vorrückenden Türkenheere (Belagerung Wiens 1683) die große Kuenburgbastei errichtet. Seitlich wird ihre über 30 m hohe Bastion von einer kleinen Streichwehr mit weiteren Kasematten begleitet. Franz Anton von Harrach (1709–1727) ließ das Speisehaus erbauen und erneuerte den Schlangengang samt dem Bürgermeisterturm. In der Folge wurden nur mehr kleinere Maßnahmen, etwa Ausbesserungen und kleine stärkere Stützmauern ausgeführt; nach 1789 wurden die Bestände des Zeughauses aufgelöst.

### Von der österreichischen Kaserne zum Tourismusmagneten
Im 18. Jahrhundert wurde das bis dahin selbständige Erzstift Salzburg immer mehr in die europäische Bündnispolitik und ihre Koalitionskriege hineingezogen, vorausschauend wurden vorsorglich sämtliche Waffen der Festung an Österreich ausgeliefert. Dabei war der Vorrat an Waffen, der in Zeughäusern lagerte, imposant gewesen, nur wenige verblieben in Salzburg. Eine der ältesten überhaupt, eine unter der Roßpforte befindliche mittelalterliche Steinschleuder, wurde erst im 19. Jahrhundert an die Besitzer der Burg Kreuzenstein verkauft. Nach dem ungünstigen Verlauf der Schlacht bei Hohenlinden musste Fürsterzbischof Colloredo vor den anrückenden, und später bei Wals kämpfenden Truppen flüchten. Es folgten 1803 die Säkularisation Salzburgs (die Trennung des Erzbistums vom weltlichen Fürstentum) und 1805 die Eingliederung in die österreichische Monarchie. Bereits 1851 erkannte man die hohe künstlerische Bedeutung der gotischen Fürstenzimmer und ließ sie aufwändig restaurieren. 1861 hob Kaiser Franz Josef I. den Festungscharakter auf, mehrere alte Zeughäuser und Depots wurden daraufhin abgetragen. Der Hohe Stock blieb bis 1883 Kaserne („Hohe-Stock-Kaserne“. Nebengebäude waren bis 1918 als Bekleidungsmagazin und Arrest genutzt, von 1912 bis 1914 war das Rainerregiment hier stationiert.) Mit dem zunehmenden Tourismus errichtete man 1891 die Festungsbahn, das Wohnhaus Johann Michael Haydns wurde dabei zur Talstation umgebaut. Es folgte die Wiederherstellung des Hornwerkes des „Salzburger Stiers“, das bereits 1753 durch Johann Rochus Egedacher erneuert worden war.
Nach den Weltkriegen und zehnjähriger Besatzungszeit konnte sich die Festung im wachsenden Strom der Touristen wieder als Wahrzeichen der Stadt positionieren. Zahlreiche Kulturveranstaltungen, wie die von Oskar Kokoschka eingeführte Sommer-Malerakademie, das Mittelalterfest und der Adventmarkt, die unterschiedlichen Museen und Sammlungen sowie die berühmten Konzerte im Goldenen Saal sorgen für die Belebung der alten Mauern und für die Finanzierung der ständig laufenden Restaurierungsarbeiten, so dass die Festung Hohensalzburg nach nunmehr 1100 Jahren Bestehen einer positiven Zukunft entgegenblicken kann.
2015 bis 2016 liefen umfangreiche Sanierungsmaßnahmen, an denen auch ein denkmalpflegerisch erfahrenes Unternehmen aus dem benachbarten Bayern beteiligt war.
Insgesamt lässt sich somit historisch wie bauanalytisch recht gut darlegen, dass die Festung Hohensalzburg im Hochmittelalter in ihrer Größe und Bedeutung nicht einer „normalen“ Adelsburg entsprach, sondern seit Beginn als „landesfürstliche“ Wehranlage und residenzartiger Prunkbau überregionalen Charakter besaß. Von überregionaler Relevanz ist der frühe Nachweis von an sakralen Bauten geschulten Künstlern, die hier an einem Profanbau in ihren Disziplinen Architektur, Steinmetzkunst, Stuck und Malerei einen Höhepunkt mittelalterlicher Machtentfaltung schufen, der sich mit den großen Reichsburgen messen konnte.
September 2017 starteten für geplant sechs Wochen kleinere Sprengungen, um im Festungshof im Fels zwei Löschwassertanks oder -teiche einzurichten. Es hat 1840 den letzten Brand in der Festung gegeben, doch wegen der schwierigen Löschwasserversorgung will man für einen möglichen Großbrand vorsorgen, ohne den Trinkwasservorrat angreifen zu müssen.
Nachdem ein Sturm im Oktober 2018 die Dächer des Zeughauses und des Schüttkastens schwer beschädigt hatte, wurden diese im Zeitraum von Juli bis November 2019 erneuert. Dabei wurde der Dachstuhl mit historischem Altholz verstärkt und insgesamt ca. 80.000 Eternitschindeln und fünf Tonnen Kupferblech verlegt.

## Heutige Nutzung
Hohensalzburg ist dank des guten Erhaltungszustandes und der Lage ein Publikumsmagnet. Die äußere Festungsanlage kann ohne Führung besichtigt werden; für einen innenliegenden Besichtigungsteil (Salzmagazin, Folterkammer, Reckturm, Wehrgang, Salzburger Stier) steht eine Führung mit Audioguides zur Verfügung; die Innenräume im Hohen Stock (Fürstenzimmer, Museen) werden im Alleingang besucht.
In den Sommermonaten gibt es seit Juli 2009 eine „Special Guided Tour“ in Deutsch und Englisch, die extra bezahlt werden muss und bei der verkleidetes Burgpersonal die Besucher auf einen Spaziergang durch das 16. Jahrhundert führt. Sonst verschlossene Räumlichkeiten wie die Pfisterei (alte Bäckerei), der Weinkeller, die Kuenburgbastei oder die Viereckige Wehr lassen sich lediglich bei solchen Sonderführungen besichtigen.
Für die Einwohner des Bundeslandes Salzburg ist der Eintritt in die Außenanlage kostenlos.
Neben den Besichtigungen finden regelmäßig Konzerte statt, die Georgskirche wird ebenfalls genutzt, etwa für kirchliche Hochzeiten oder an einigen ausgewählten Feiertagen.
Auf der Festung befindet sich auch das Marionettenmuseum Salzburg mit historischen Beständen des Salzburger Marionettentheaters, das Museum des K.u.k. Infanterie-Regiments Erzherzog Rainer Regiment Nr. 59 sowie das Festungsmuseum.
Außerdem finden Kurse der Internationalen Sommerakademie für Bildende Kunst Salzburg statt.

## Aussicht

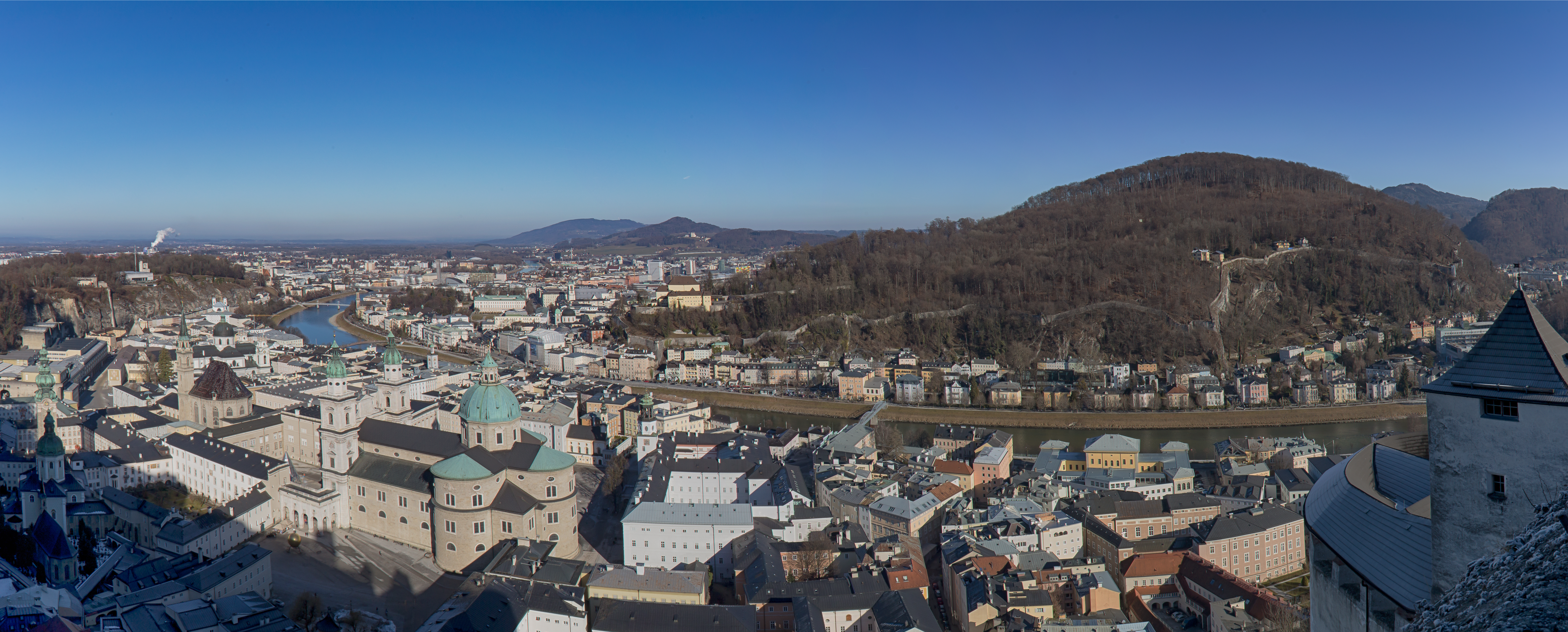
Blick auf Salzburg sowie Haunsberg bis Kapuzinerberg (ohne Buchberg; für diesen siehe Ansicht vom Turm)

Die Türme der Festung liefern eine eindrucksvolle Aussicht ins Salzburger Becken und auf insbesondere folgende umgebenden Berge und Höhenzüge 
(im Uhrzeigersinn, im Nordnordwesten beginnend; genannt werden, falls von den absolut höchsten abweichend, je die höchsten sichtbaren Gipfel):

- Haunsberg (835 m; 14 km)
- Hochgitzen (676 m; 6,9 km)
- Plainberg (549 m; 4,7 km)
- Buchberg (801 m; 18 km)
- Kapuzinerberg (636 m; 1,2 km)

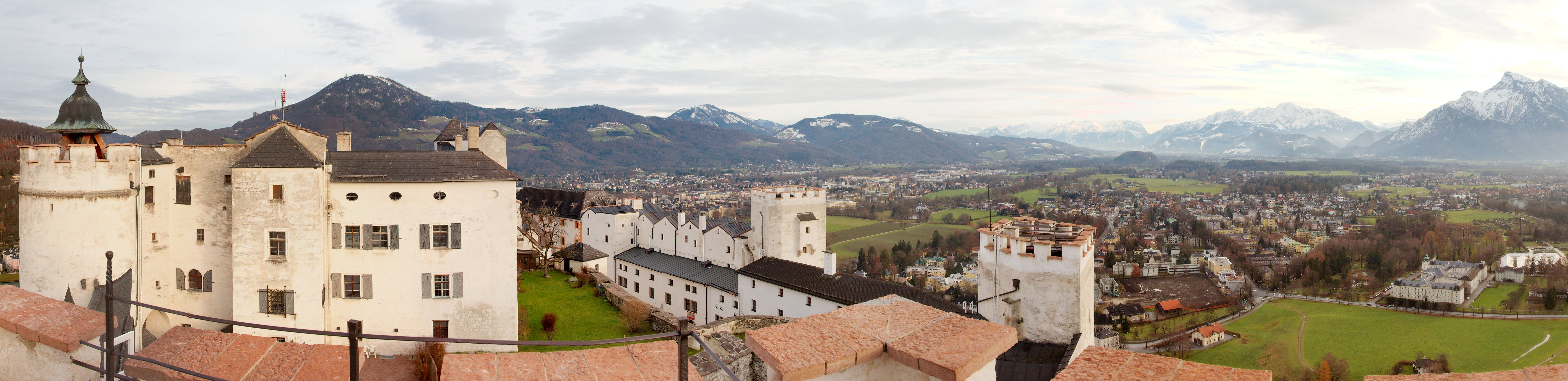
Blick auf das südöstliche Salzburger Becken mit Tennengebirge und Göll (Gaisberg bis Untersberg) → 360°

- Heuberg (901 m; 5,8 km; teils verdeckt)
- Gaisberg (1287 m; 5,0 km)
- Gurlspitze (1158 m; 7,2 km; nur Gipfelspitze sichtbar)
- Schwarzenberg (1334 m; 9,0 km)
- Mühlstein (1059 m; 7,6 km)
- Schlenken (1648 m; 18 km; nur Gipfelspitze sichtbar)
- Tennengebirge (bis 2430 m; links Bleikogel: 2411 m, 36 km; rechts Hochpfeiler: 2410 m, 34 km)
- Göll (Hoher Göll: 2522 m; 22 km)

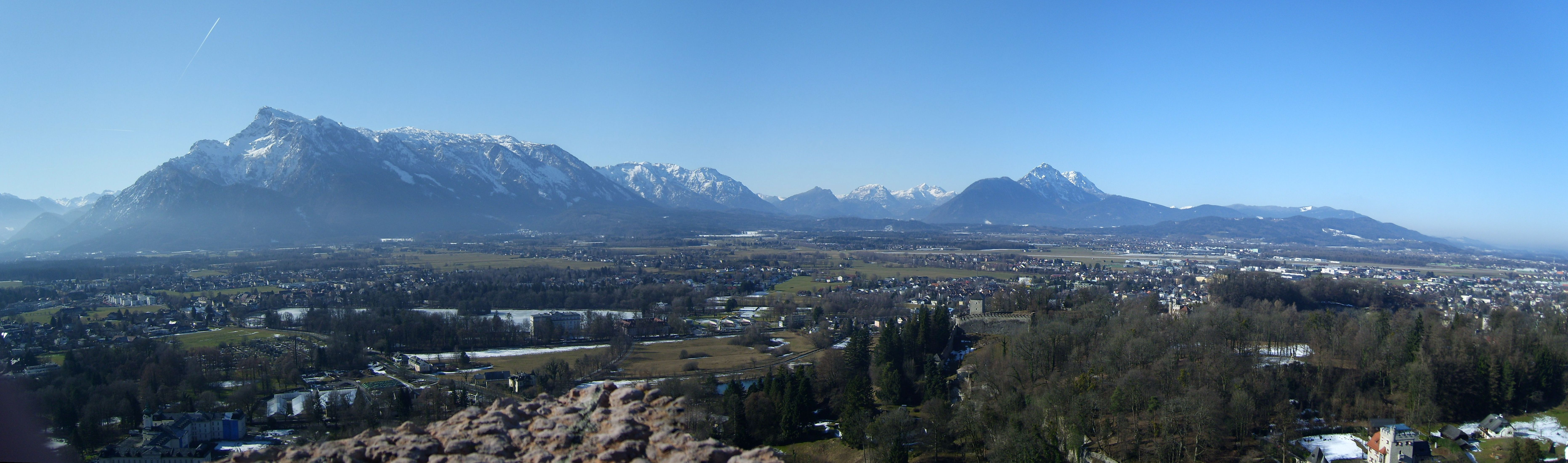
Blick auf das westliche Salzburger Becken und Untersberg bis Teisenberg

- Untersberg (bis 1972 m; Salzburger Hochthron: 1852 m, 9,1 km ragt nur knapp hinter Geiereck: 1806 m, 8,6 km hervor)
- Lattengebirge (Karkopf: 1738 m; 17 km)
- Grubhörndl (s. Steinplatte; 1747 m; 36 km; nur Gipfelspitze sichtbar)
- Müllnerberg (Rabensteinhorn: 1373 m; 20 km)
- Ristfeuchthorn (1569 m; 23 km)
- Sonntagshorn (1961 m; 29 km)
- Staufen
  - Vorderstaufen (1350 m; 14 km)
  - Hochstaufen (1771 m; 16 km)
  - Zwiesel=Hinterstaufen (1782 m; 18 km)
- Hochgern (1748 m; 40 km; nur Gipfelspitze sichtbar)
- Hochfelln (1674 m; 37 km; nur Gipfelspitze sichtbar)
- Teisenberg (bis 1333 m; 21 km)

## Sonstiges
- 1918 wurde Karl Werkmann, der Privatsekretär Kaiser Karls I., als „Freiherr Werkmann von Hohensalzburg“ in den österreichischen Freiherrenstand erhoben.[11]
- Am 3. Juni 1977 brachte die Österreichische Post zu diesem Motiv eine Dauermarke der Briefmarkenserie Landschaften aus Österreich zu 7,50 Schilling heraus.

siehe auch: Befestigungen der Stadt Salzburg

## Bilder

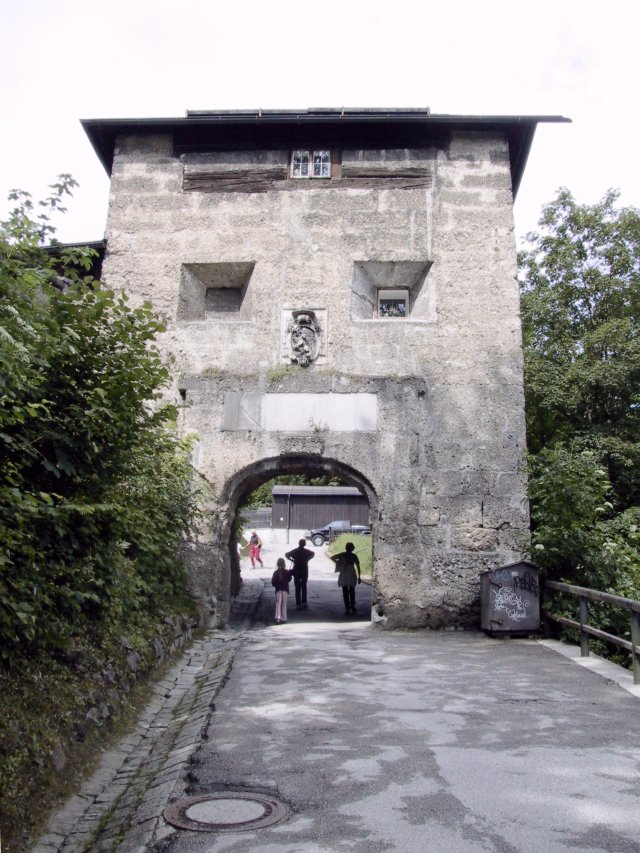
Tor des Lodron-Bogens (1. Sperrbogen)
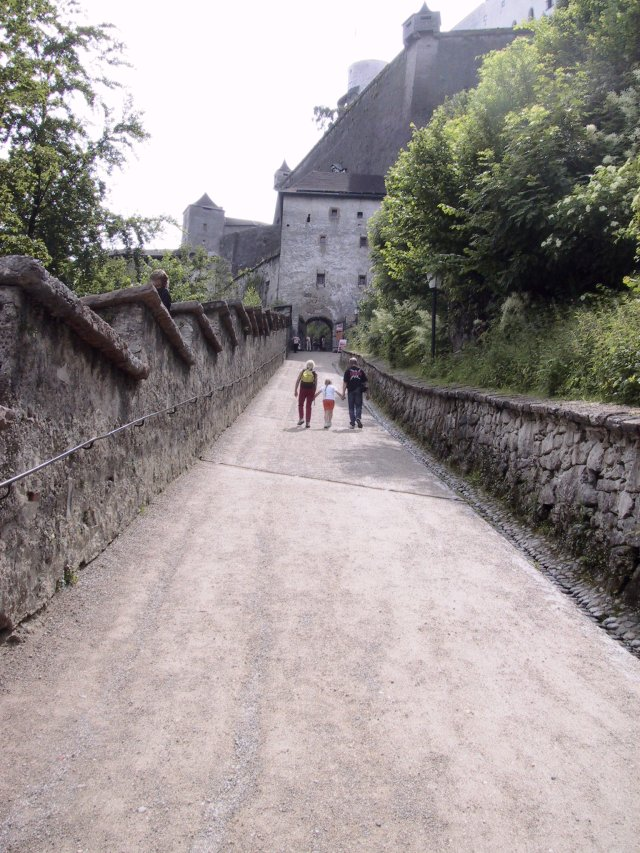
Aufgang zum Keutschach-Bogen (2. Sperrbogen)
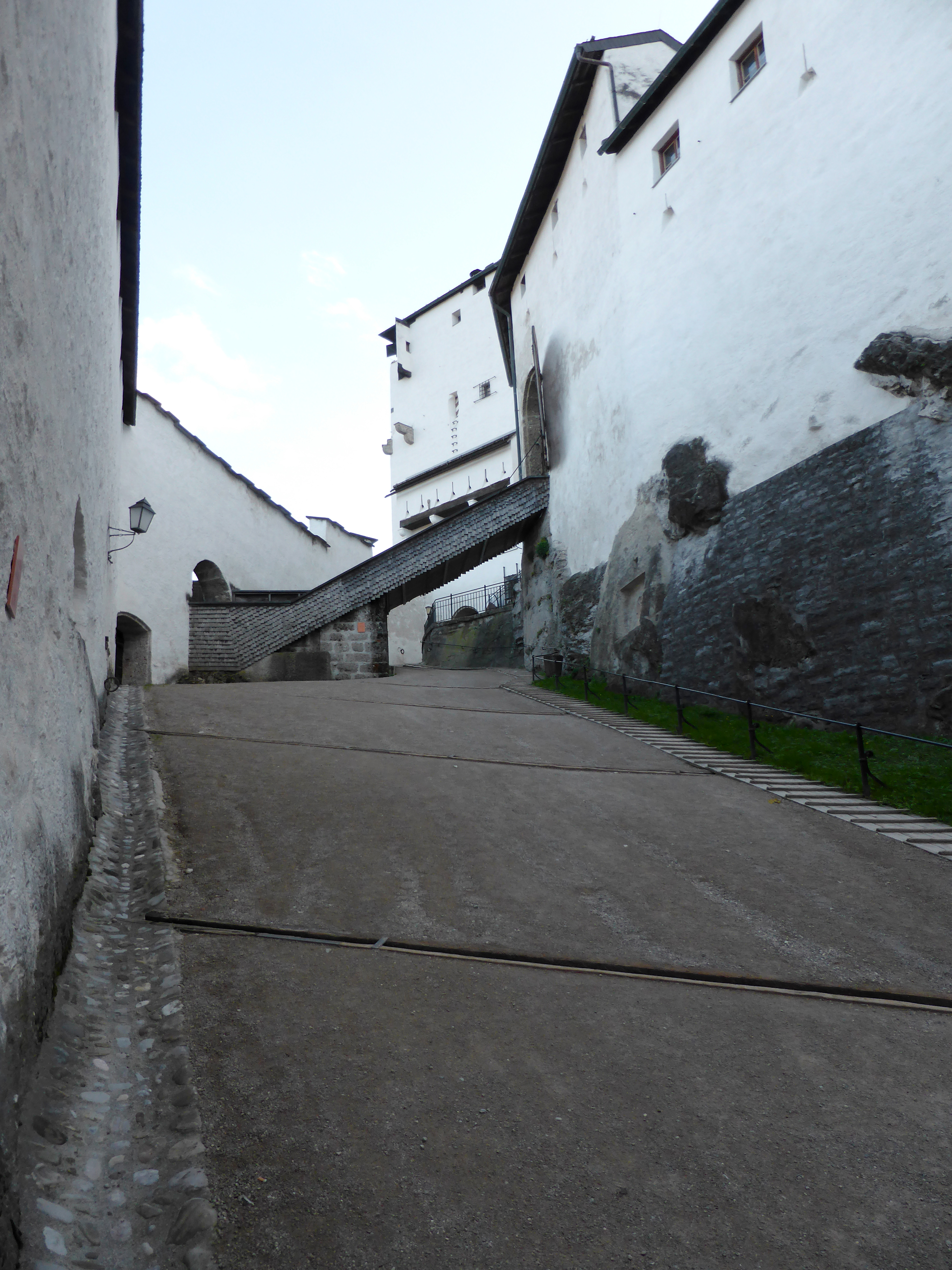
Aufgang nächst dem Schlangengang
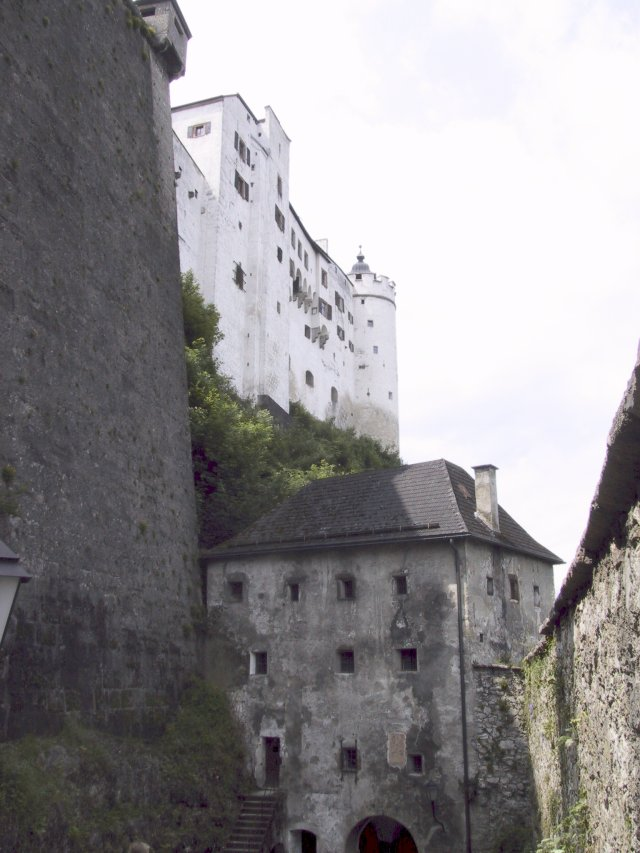
Blick auf Keutschachbogen, Hohen Stock und Kuenburgbastei
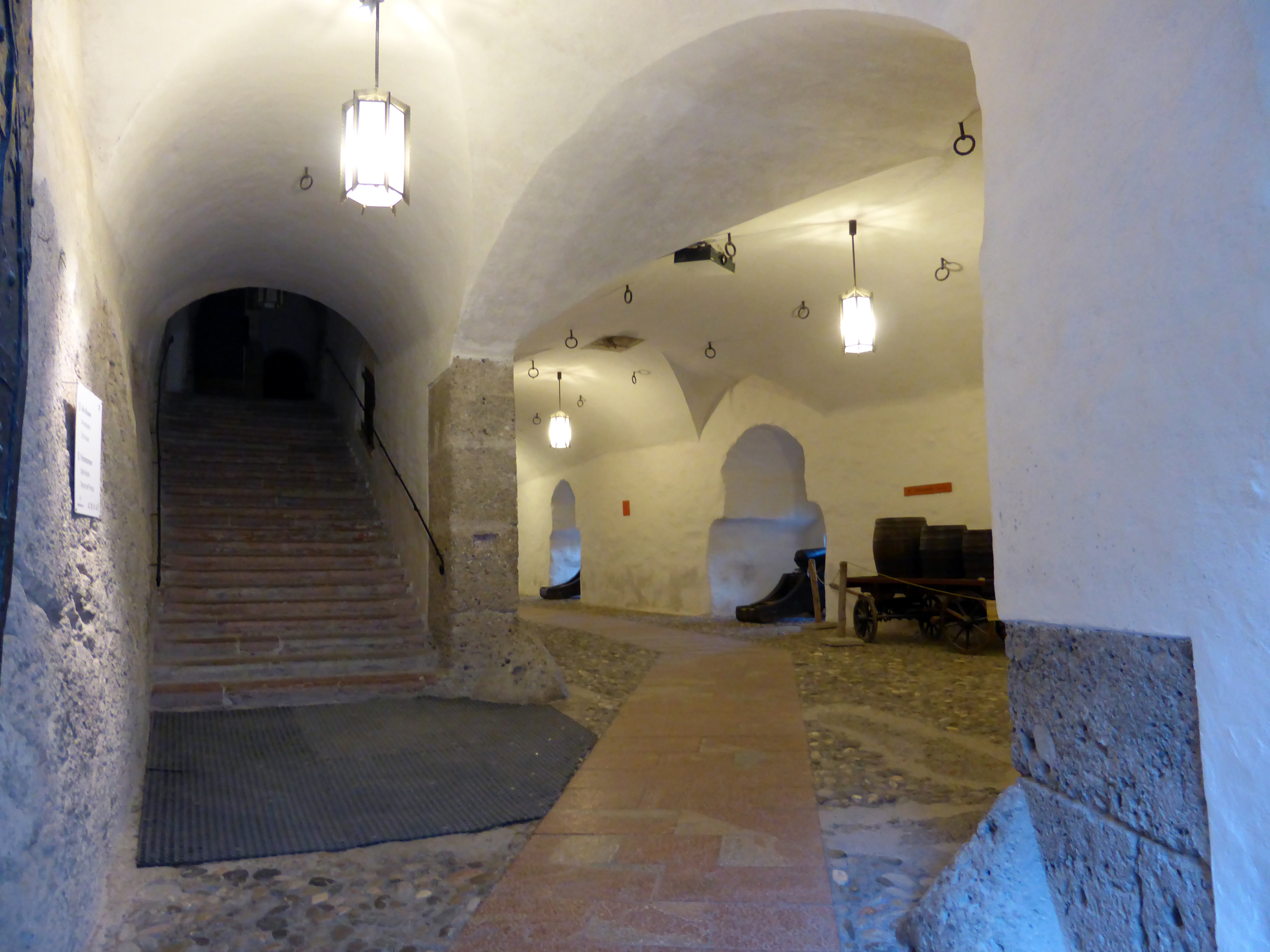
Feuergang (Geschützgewölbe) im Hohen Stock
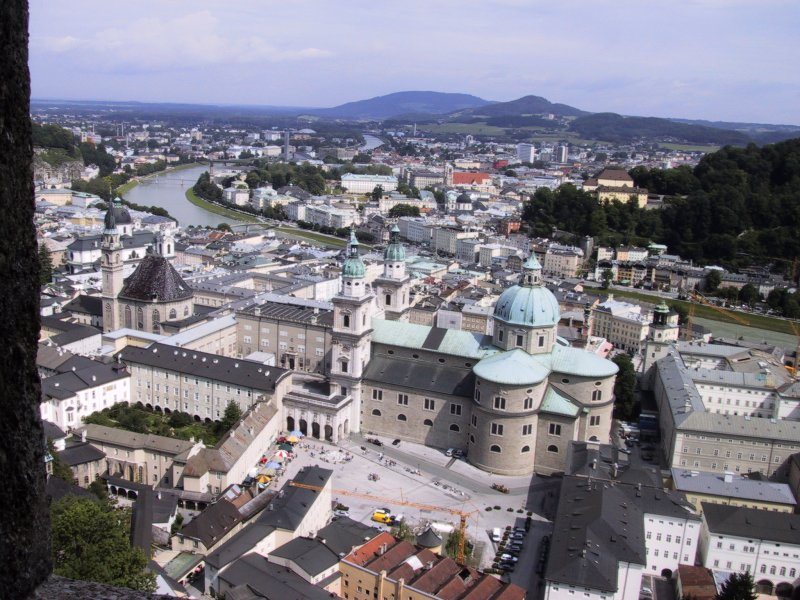
Blick auf die Altstadt vom Feuergang aus
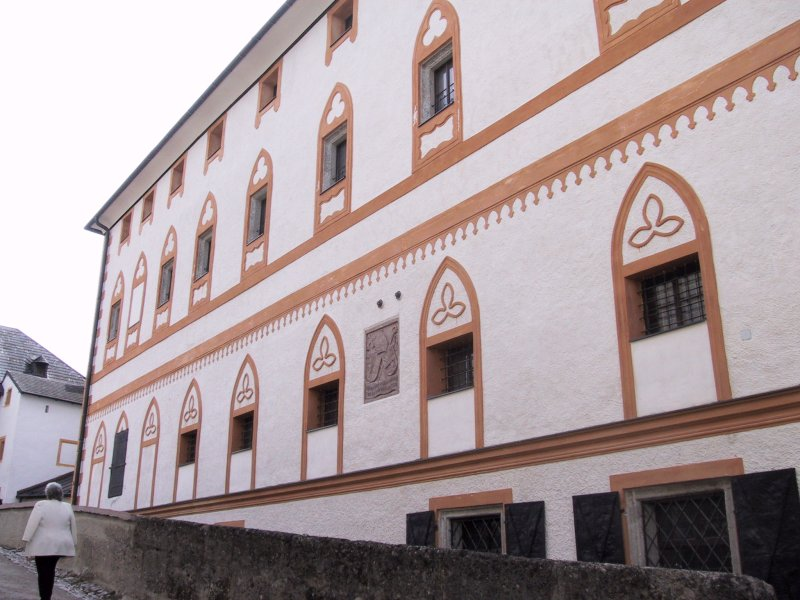
Schüttkasten im äußeren Festungsring
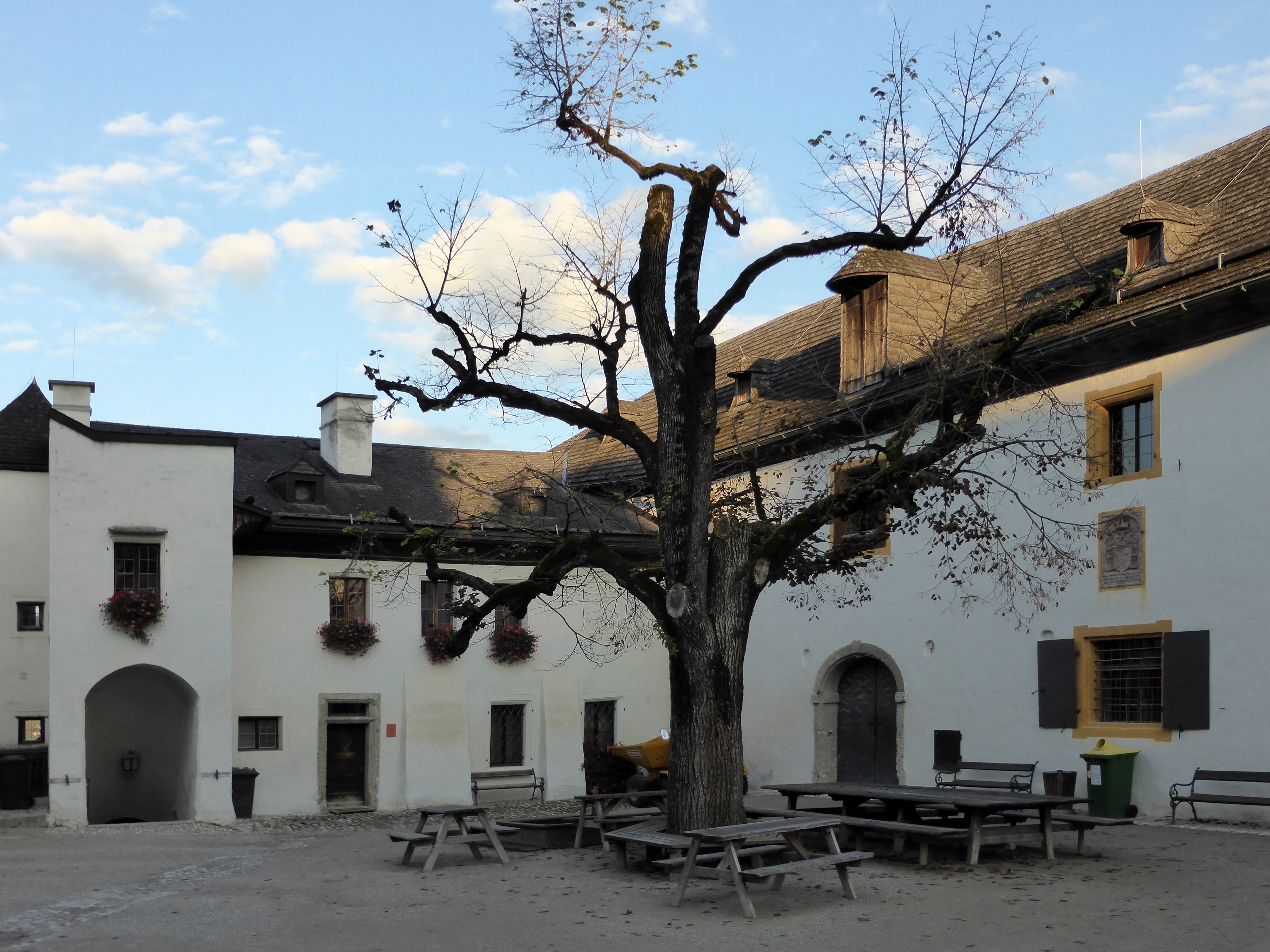
Großer Burghof
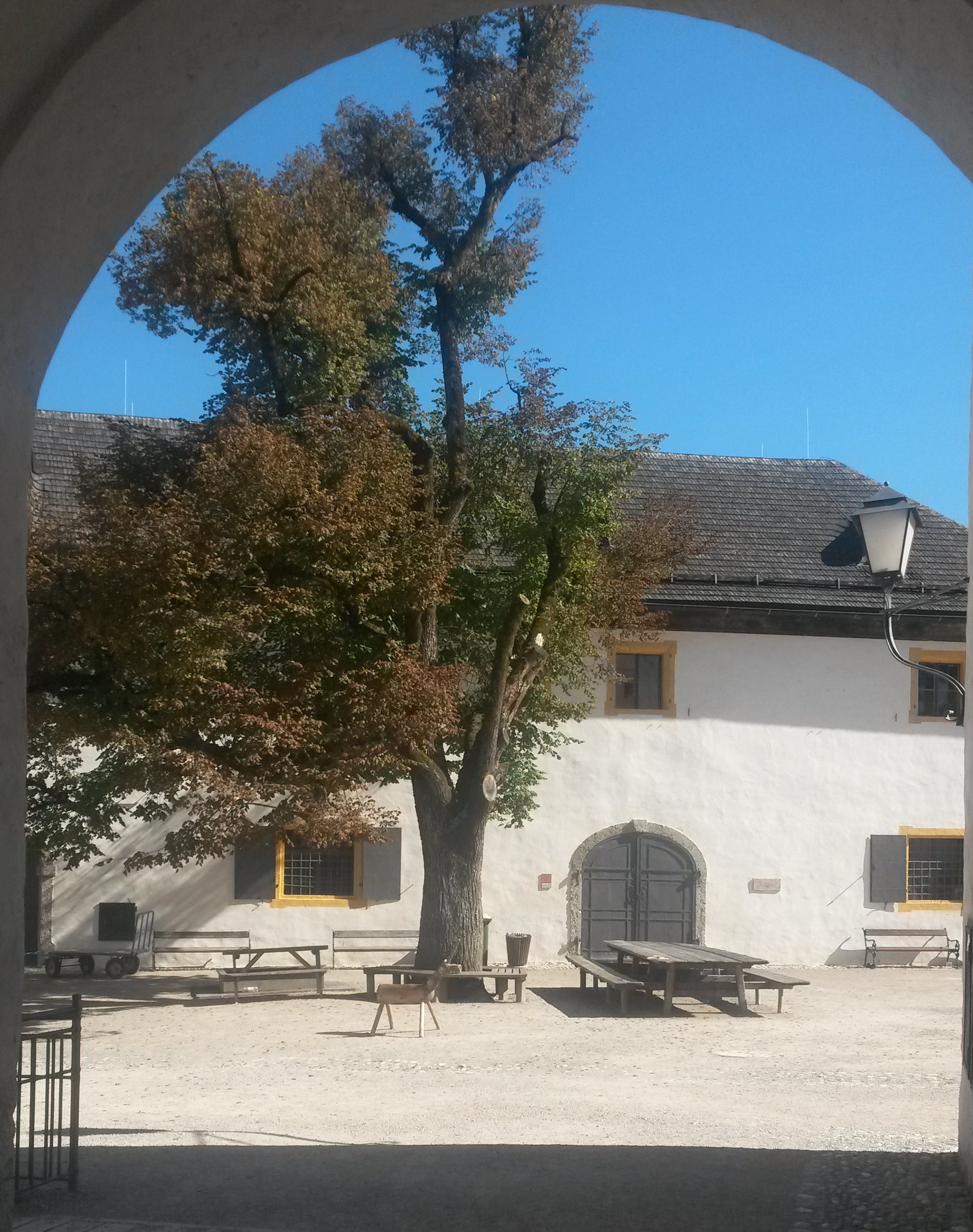
Durchgang zum Großen Burghof
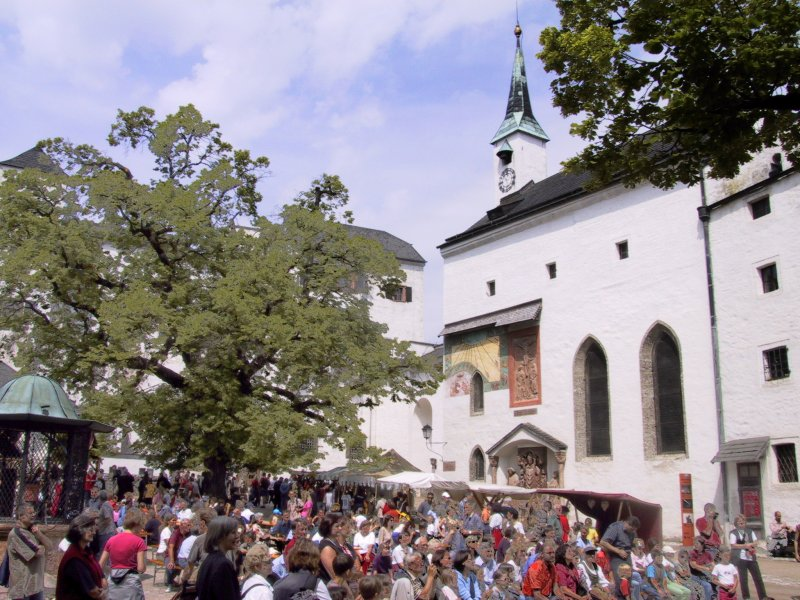
Großer Burghof mit Georgskirche
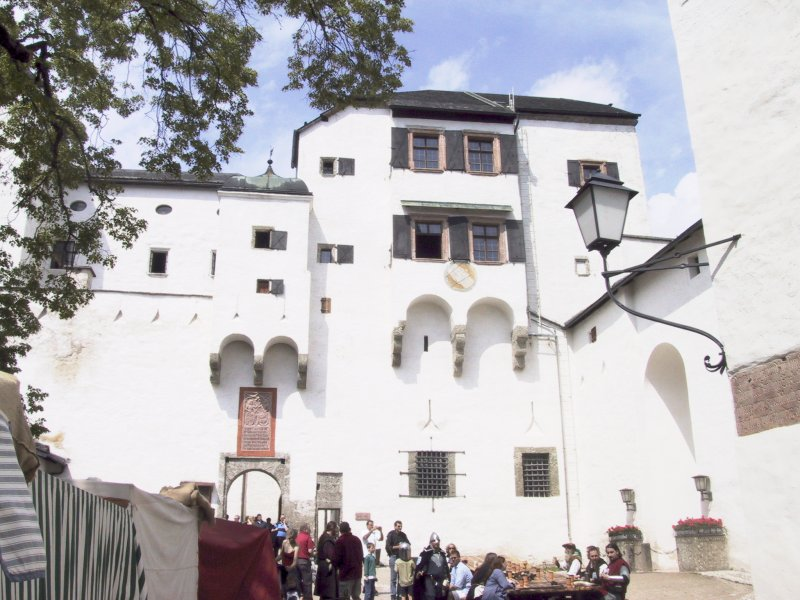
Großer Burghof und Durchgang zum Hohen Stock
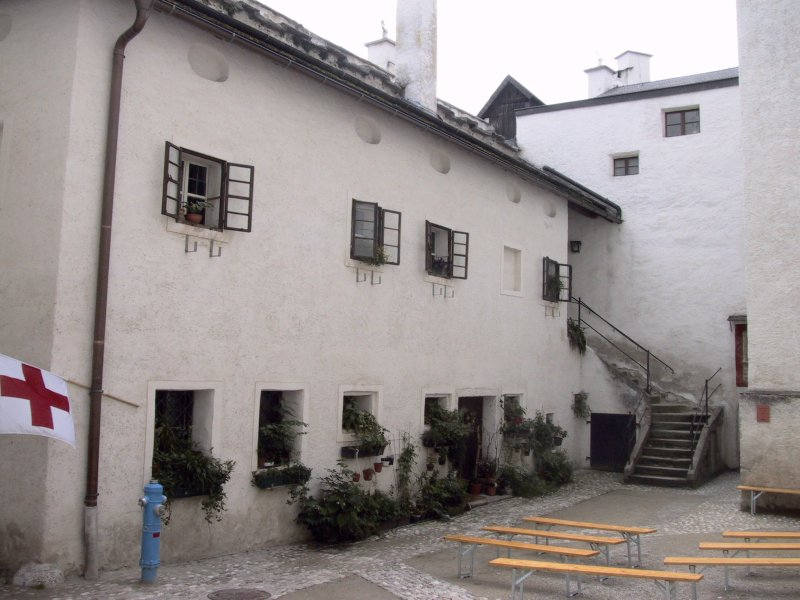
Wallmeisterstöckl im inneren Schlosshof
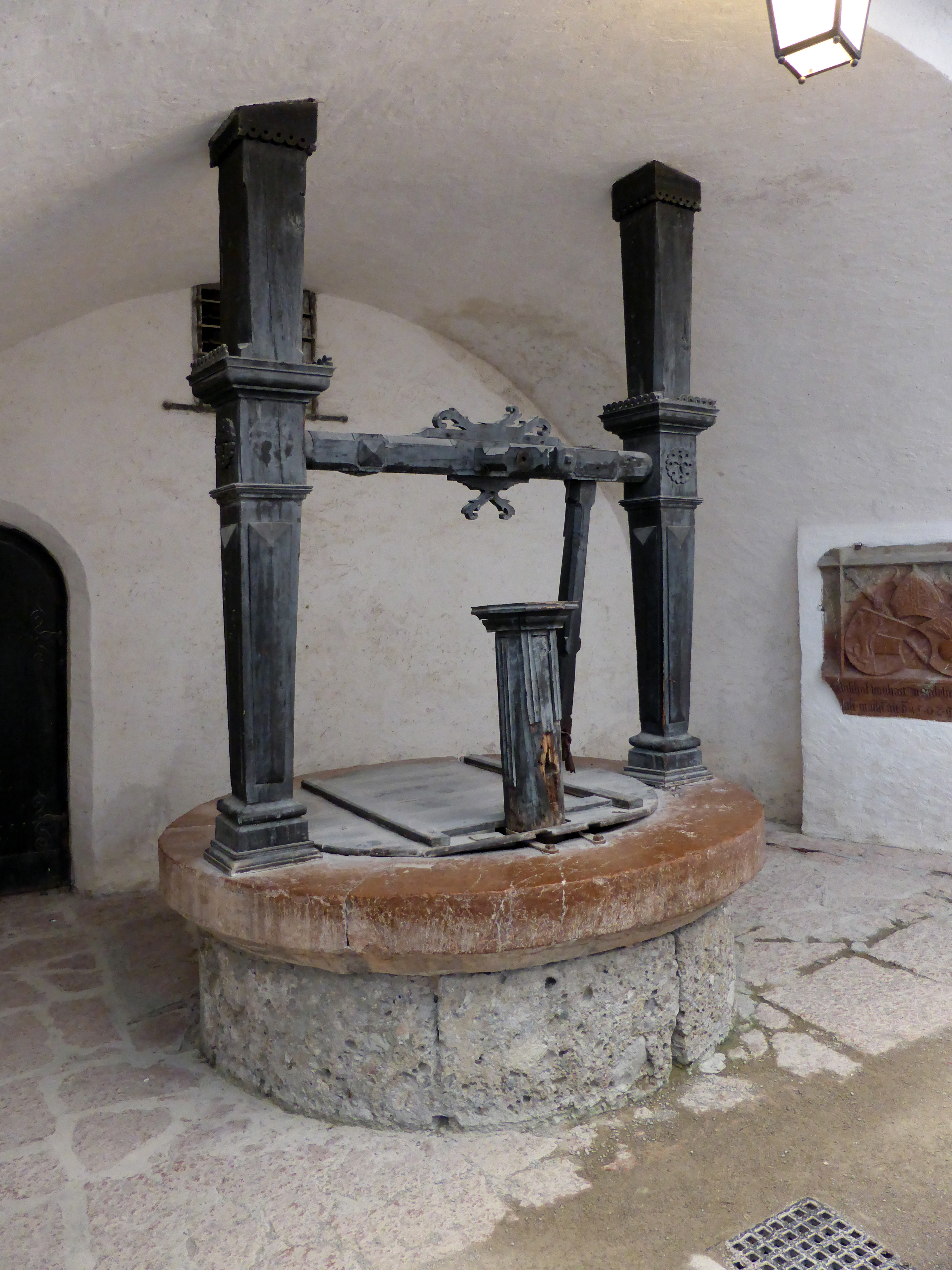
Keutschachzisterne am Hohen Stock
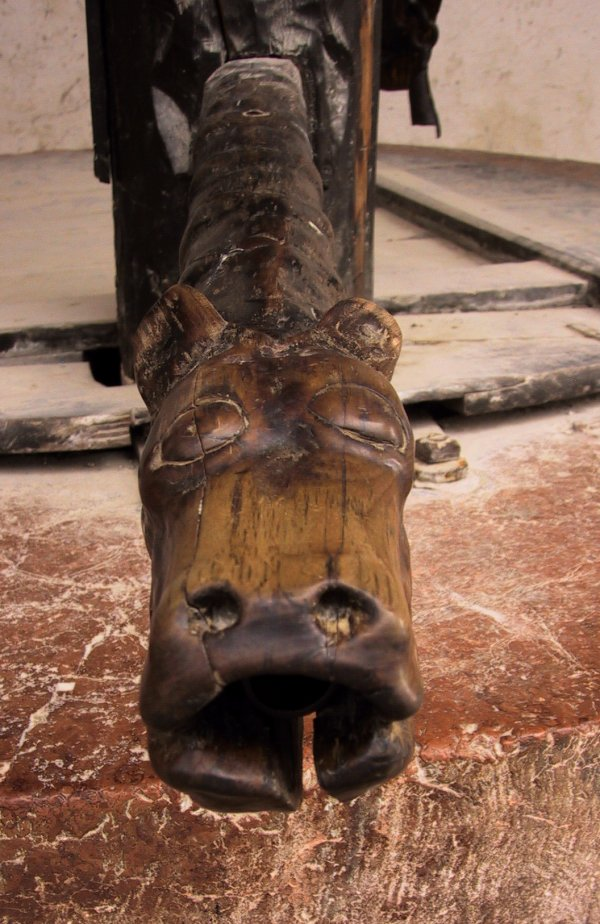
Detail der Keutschachzisterne (Wasserspender)
Hoher Stock vom Reckturm aus
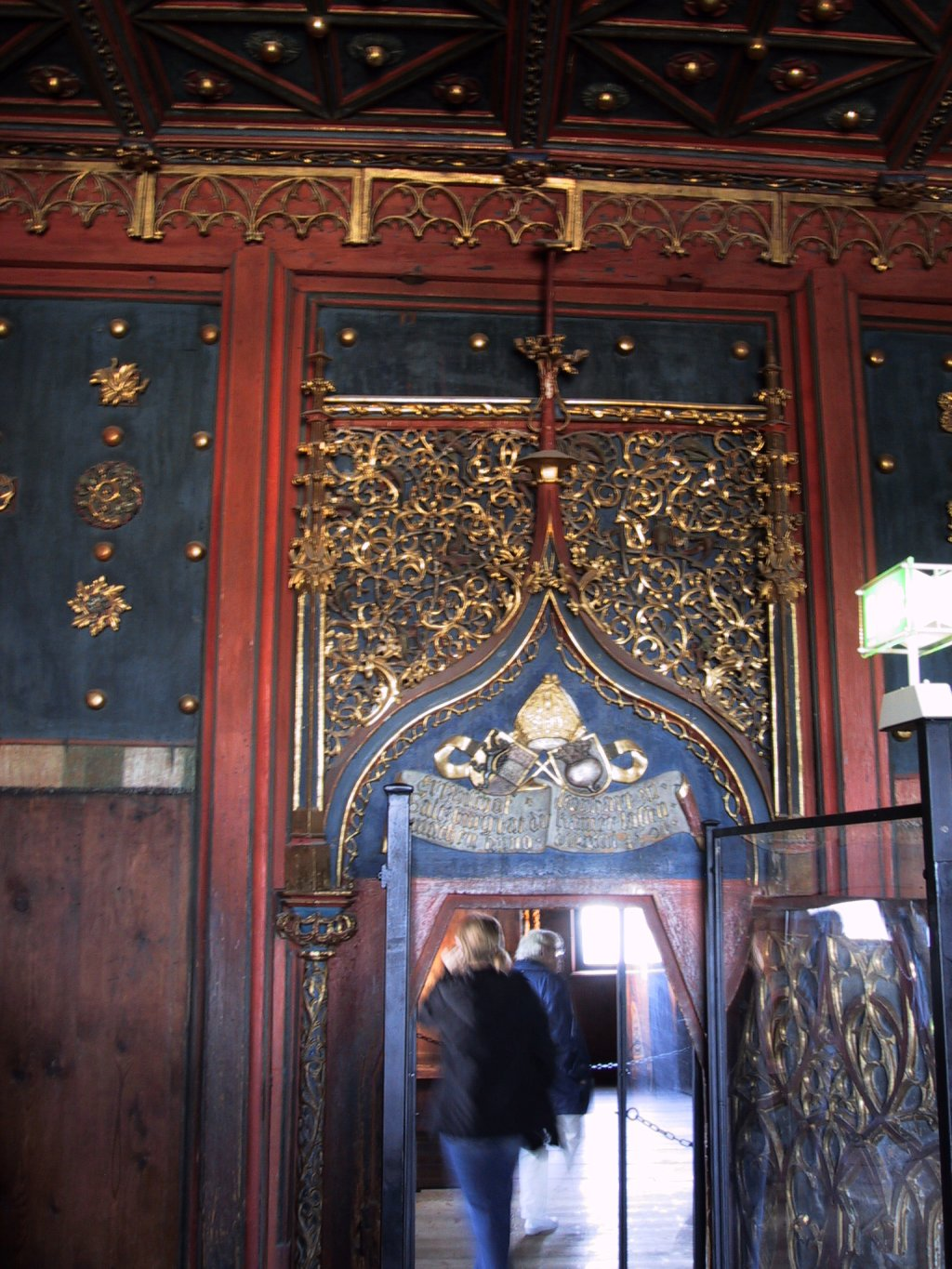
Goldene Stube
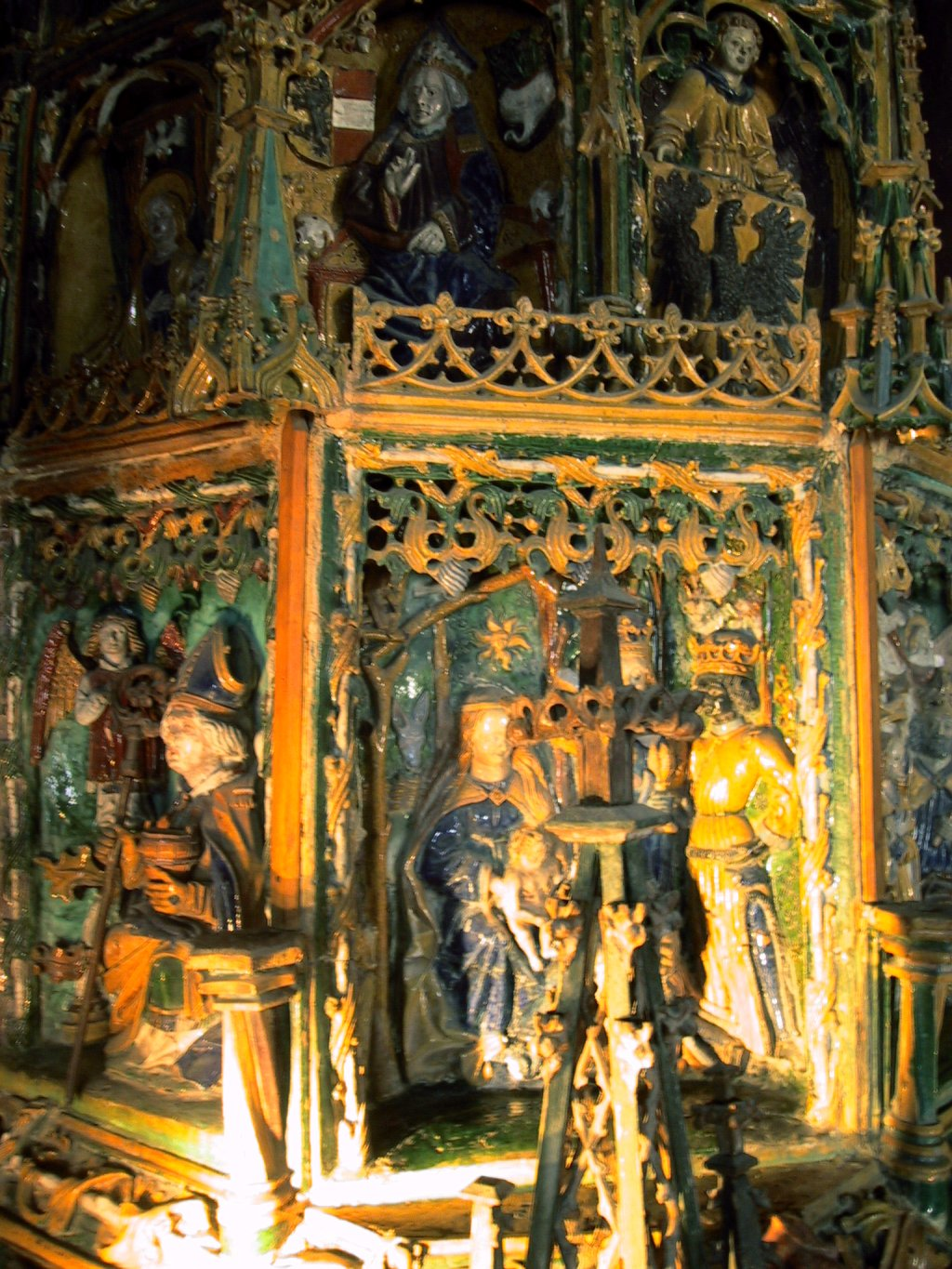
Prunkkachelofen der Goldenen Stube (Detail)
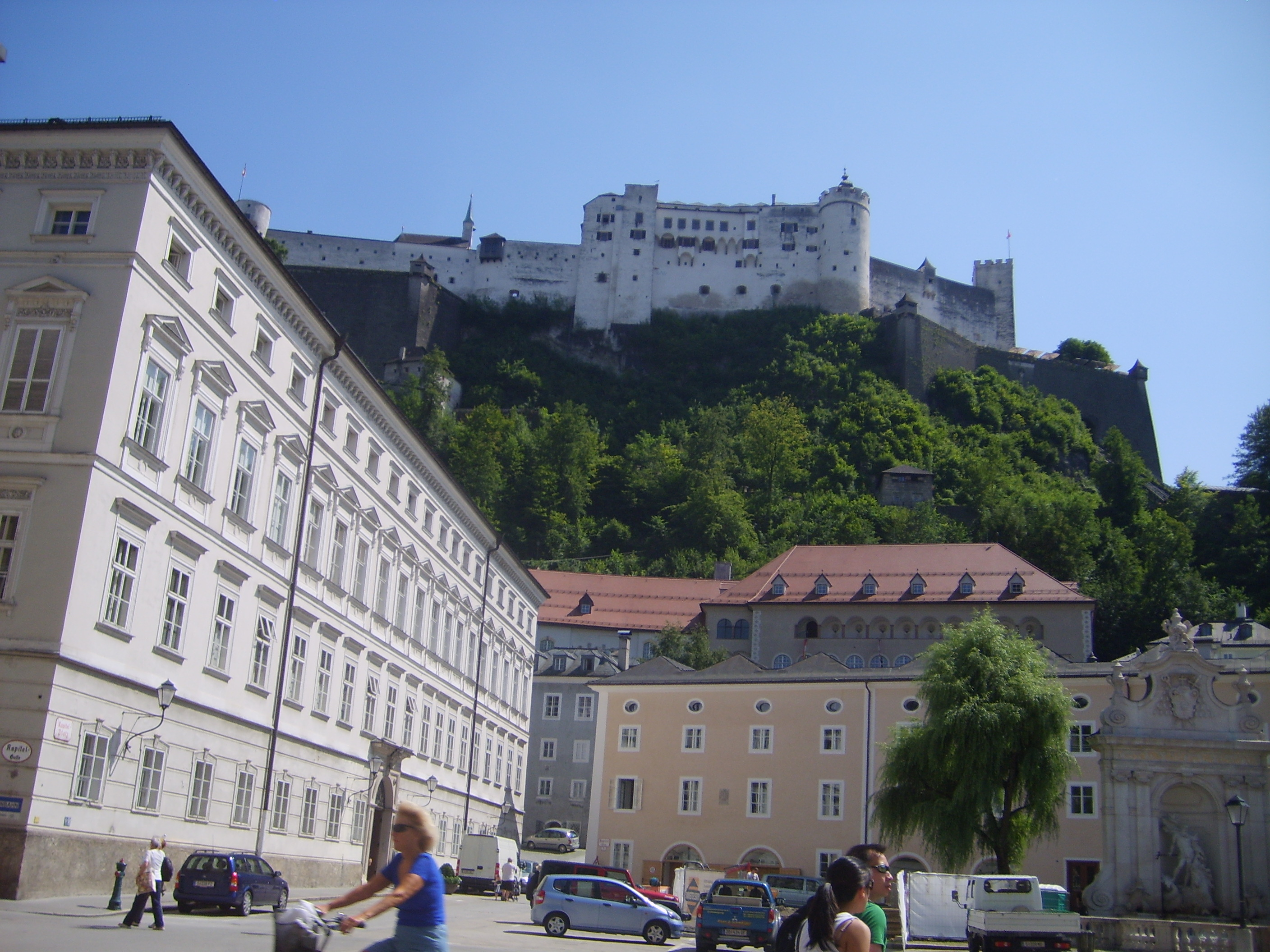
Die Festung Hohensalzburg vom Salzburger Dom aus
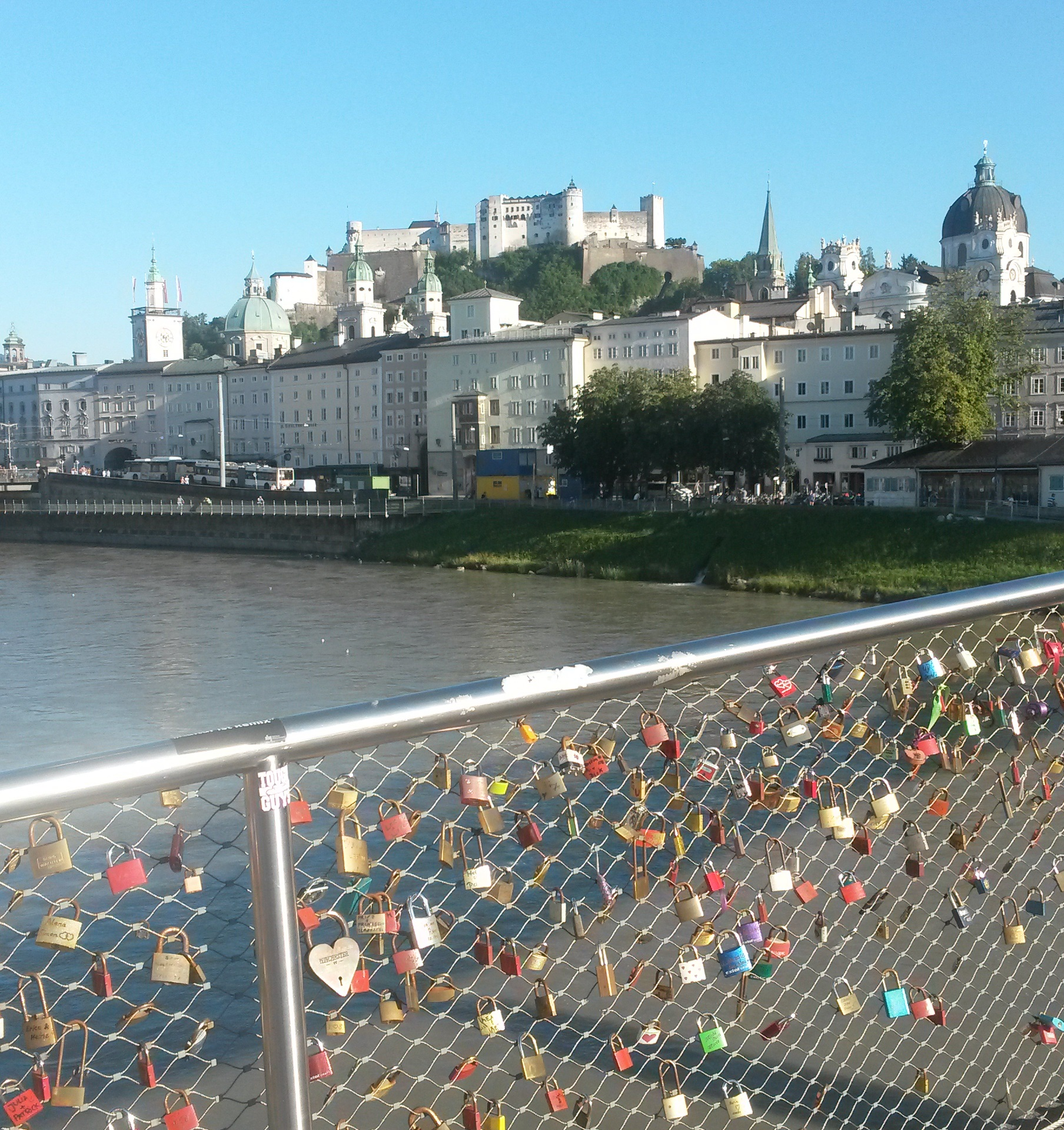
Die Festung Hohensalzburg vom Makartsteg aus
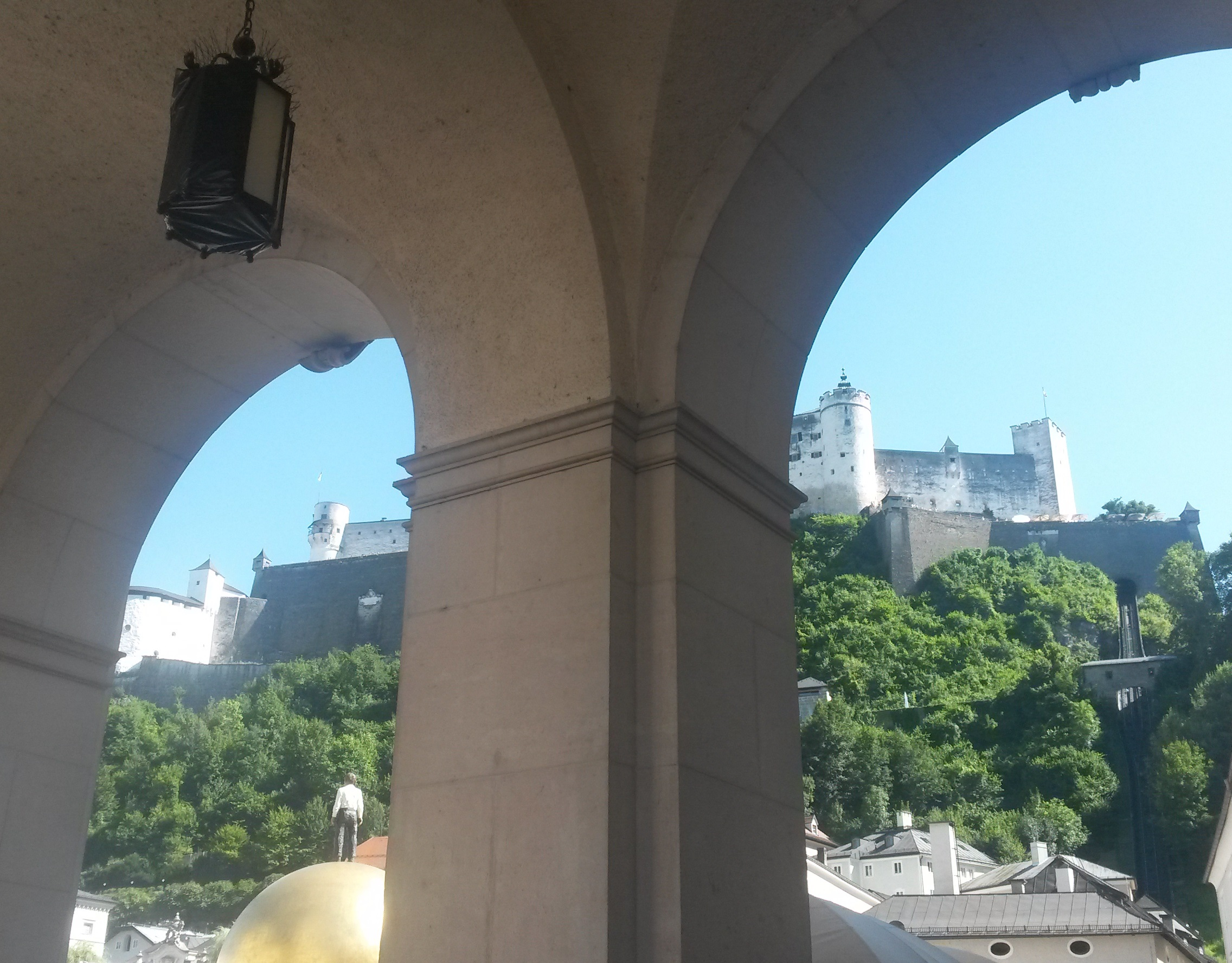
Die Festung Hohensalzburg vom Kapitelplatz aus
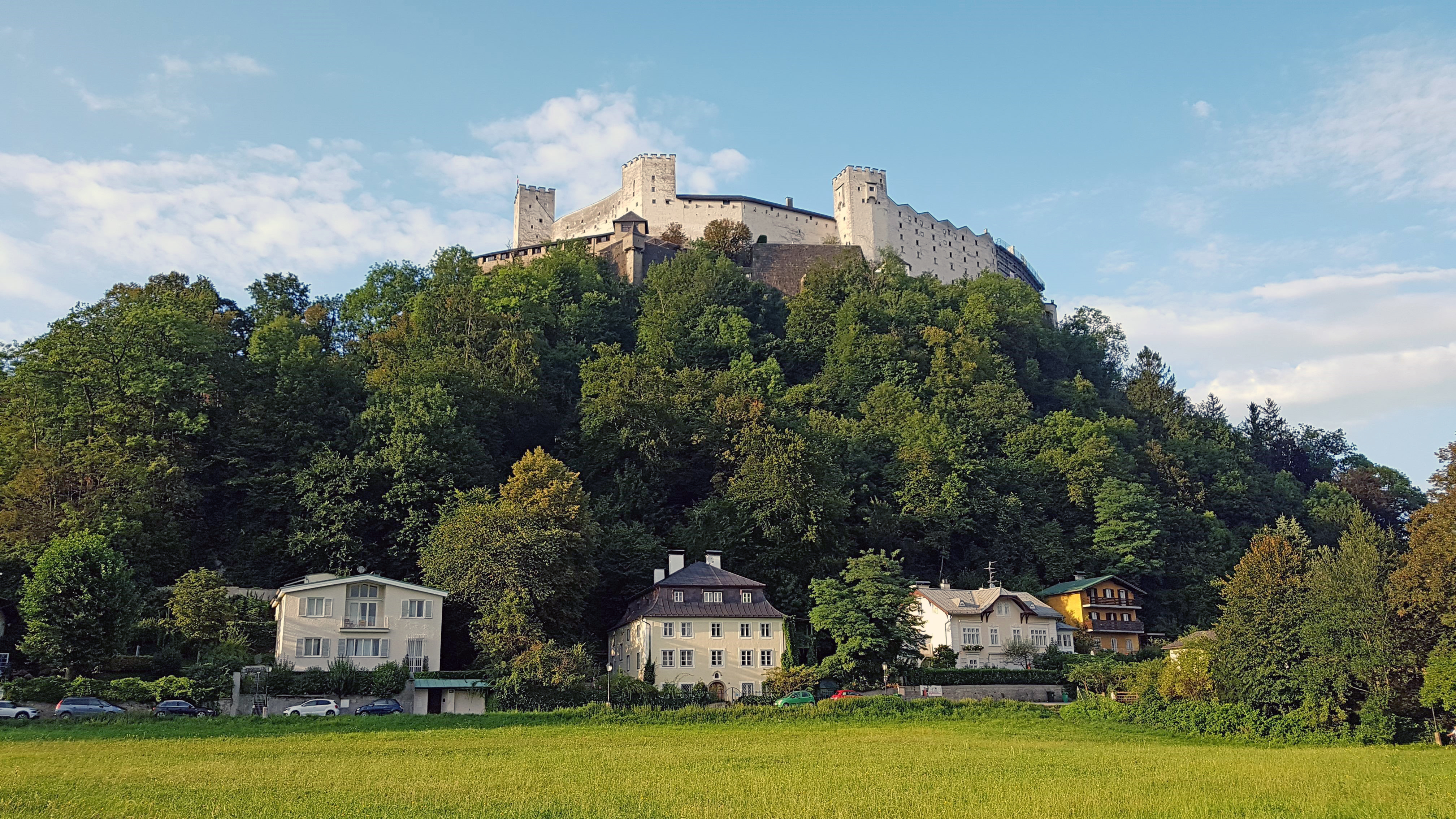
Festung im August 2019 vom Krauthügel aus gesehen
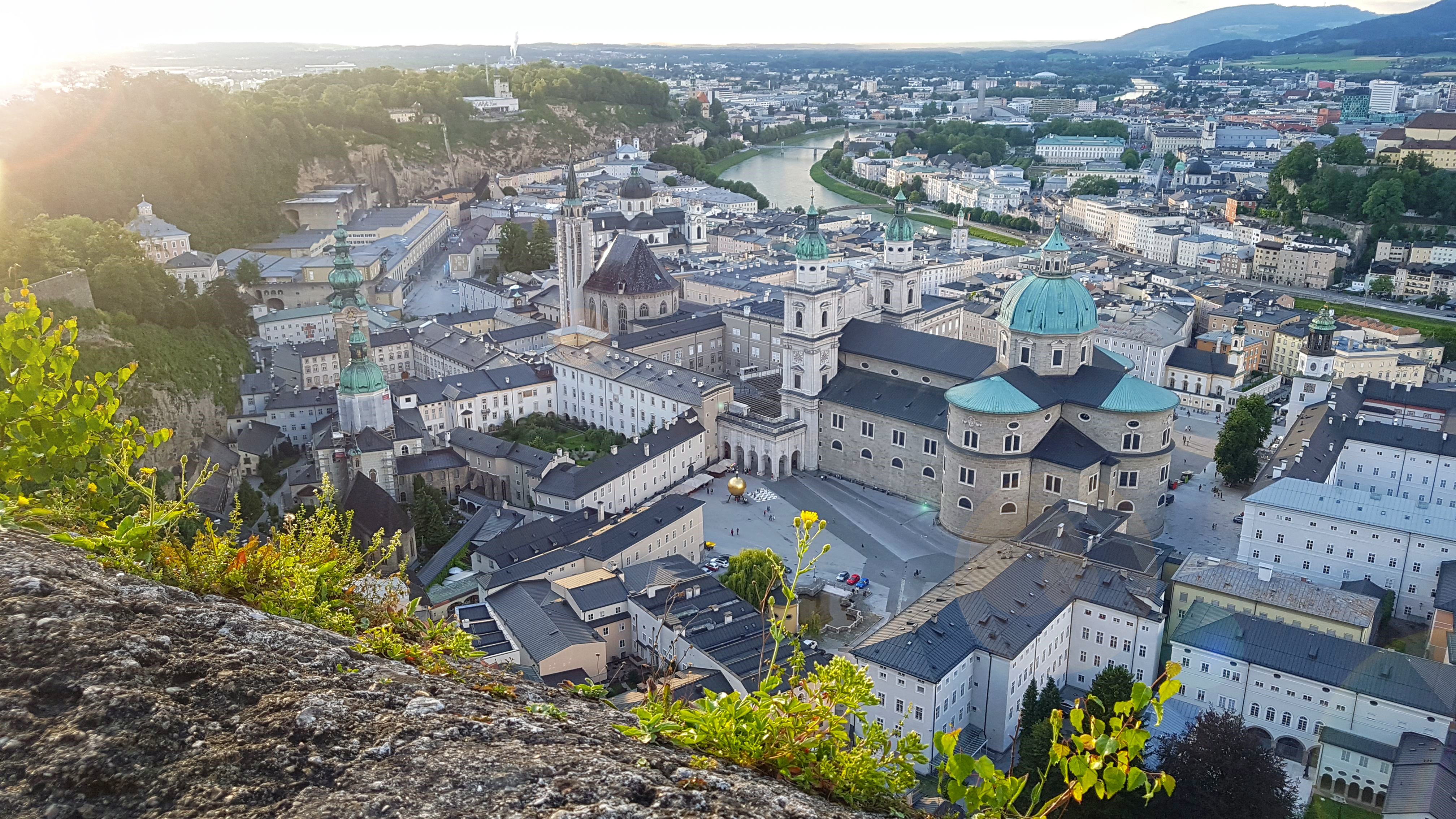
Blick von der Festung auf die Salzburger Altstadt 2019
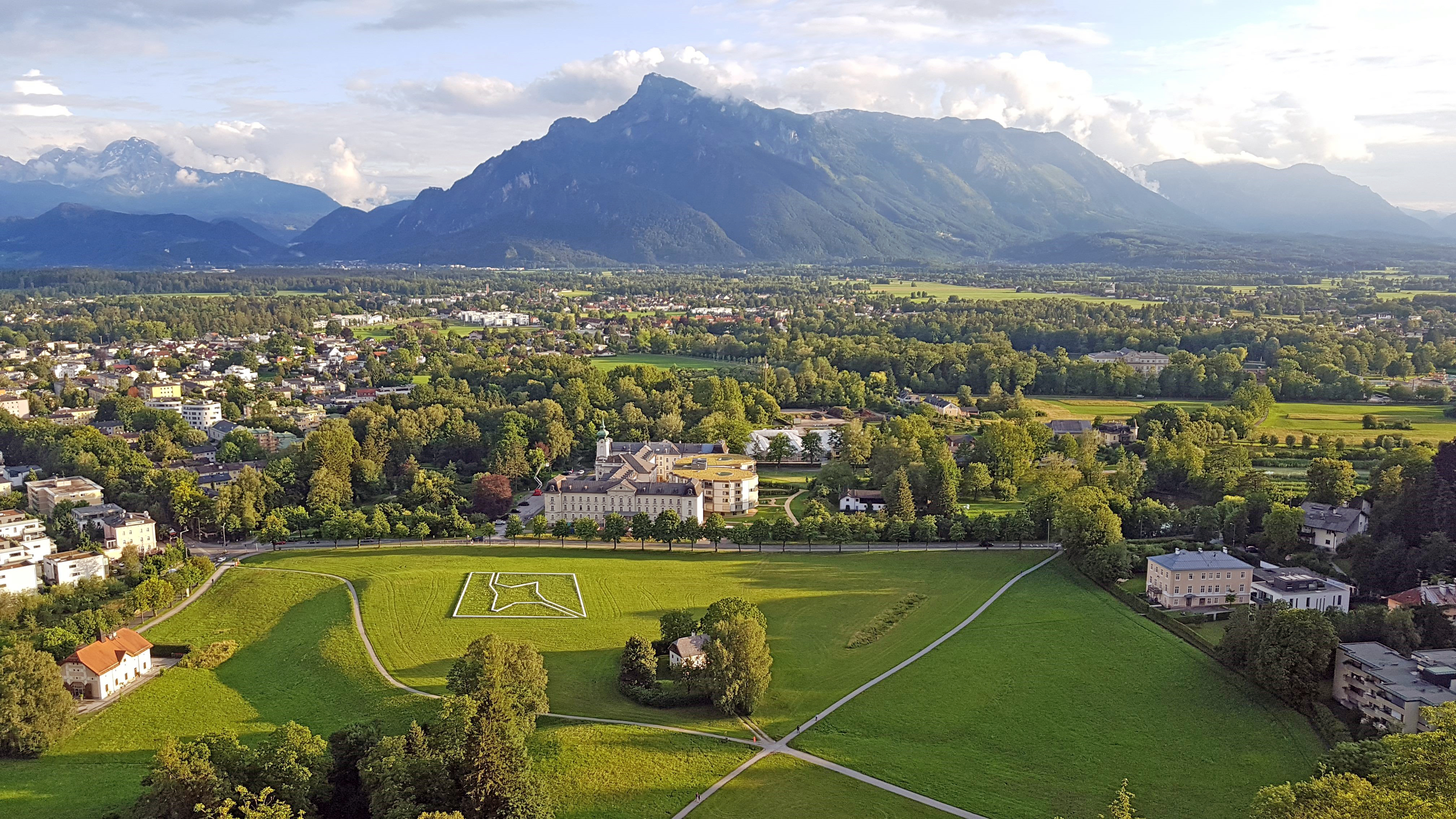
Blick von der Festung Richtung Untersberg 2019